# 2023年ハマスによるイスラエル攻撃
- ハマース
- ハマス

2023年ハマスによるイスラエル攻撃（2023年ハマスによるイスラエルこうげき）は、2023年10月7日にガザ地区のハマースと他のパレスチナ武装勢力がイスラエル南部のガザ包囲域に武力侵攻した事件である。イスラエル領内への侵攻は、第一次中東戦争以来のことである。この攻撃が開始された10月7日はユダヤ教の祝日のシムハット・トーラーでもあり、2023年パレスチナ・イスラエル戦争の発端となった。
この攻撃は、イスラエルに向けて行われた4,300発以上のロケット弾による攻撃と、車両輸送および動力付きパラグライダーによるイスラエルへの侵入から始まった。ハマース戦闘員は、ガザ地区とイスラエルの壁を突破し、軍事基地を攻撃し、ベエリ、クファルアザ、ニル・オズ、ネティブ・ハアサラ、アルミムなど21の自治体で市民を虐殺した。攻撃者数の推定を記したイスラエル国防軍（修正後）の報告書によると、6,000人のガザ人が119カ所で国境を突破し、イスラエルに侵入した。その内訳は、「精鋭ヌフバ部隊」3,800人、民間人やその他の武装勢力2,200人である。さらに、報告書によれば、1000人のミサイル発射用の作業員がガザ地区からロケット弾を発射し、ハマース側からは合計7000人が戦闘に関与したと推定されている。
結果として、合計でイスラエルでは1,139人が死亡した（イスラエル民間人695人（子供38人を含む）、71人の外国人、373人の治安部隊員）。ノヴァ音楽祭に参加していた市民364人が死亡し、さらに、多くの負傷者が出た。IDFによるハンニバル指令の使用によって、少なくとも14人のイスラエル市民が殺害された。イスラエルに投獄されたパレスチナ人（女性や子供を含む）と人質交換を行うために、約250人のイスラエル市民と兵士が、生死を問わず人質としてガザ地区に連れ去られた。 レイプや性的暴行は数十件にのぼるというが、ハマース当局は戦闘員の関与を否定している。
44カ国の政府がこの攻撃を非難し、テロと表現したが、一部のアラブ諸国やイスラム教徒が多数を占める国々は、イスラエルによるパレスチナ自治区の占領がこのテロの根本原因であると非難した。ハマース側は、イスラエルの占領継続、ガザ封鎖、イスラエルの違法な入植地の拡大、イスラエル人入植者の暴力の増加、そして最近の紛争激化に対抗するための攻撃だとしている。この日は、ジョー・バイデン米大統領を含む欧米の多くの人物やメディアによって、イスラエル史上最も血なまぐさい日、「ホロコースト以来ユダヤ人にとって最も致命的な日」と揶揄された。この攻撃をイスラエル人に対する大量虐殺と呼ぶ者もいる。

## 名称
ハマースと他のパレスチナ武装勢力は、この攻撃のコードネームを「アルアクサの洪水作戦」としており、イスラエルでは黒い土曜日と呼ばれたり、あるいはシムハット・トーラーの大虐殺などとも呼ばれる。国際的にもイスラエルでも一般的には、10月7日の攻撃という名称が用いられることが多い。

## 背景
イスラエルは1967年の第三次中東戦争以来、ガザ地区を含むパレスチナ自治区の一部を占領している。
イスラーム抵抗運動（ハマース）は、パレスチナの民族主義的なイスラム原理主義組織である。1987年に結成され、パレスチナ自治区最大のイスラム主義組織となっている。「パレスチナの完全な解放」という目標の為なら一切の妥協を許さない姿勢を貫き、目標達成のために政治暴力を行使することも多い。また開戦前の声明では、イスラエルによるパレスチナ領土の占領を終わらせ、1967年の国境線に基づくパレスチナ国家を樹立する方向への焦点の転換を示唆していた。ハマースは、イスラエルの市民を標的にした数多くの自爆テロやロケット弾攻撃を行ってきた。オーストラリア、カナダ、EU、日本、ニュージーランド、英国はハマース を「テロ組織」に指定している。2010年、イスラエルとパレスチナ自治政府の和平交渉はハマースの活動の結果頓挫。2017年には新しい憲章を採択し、反ユダヤ的な表現を削除し、ユダヤ人からシオニストへと敵を移した。ハマースの活動目的については学者の間でも意見が分かれており、1967年以後の国境内にパレスチナ国家を作ろうとしていると考える者もいれば、ハマースが依然としてイスラエルの破壊を目指しているとする者もいる。

### 警告
攻撃前、サウジアラビアはイスラエルに対し、占領継続によるパレスチナ人の怒りが「爆発」することを警告し、エジプトは政治的進展がない限り大惨事が起こると警告していた。また、パレスチナ自治政府高官も同様の警告を発していた。攻撃の2ヵ月前、ヨルダンのアブドゥッラー2世は、「パレスチナ人が市民権を持たず、移動の自由もないなんて」と嘆いていた。

### 攻撃に至る経緯
2023年、ユダヤ人入植者による暴力事件は増加し、数百人のパレスチナ人が避難した。4月には、エルサレムの聖地であるアル＝アクサー・モスク周辺で衝突が起きた（2023年アル＝アクサー衝突）。5月には、イスラエルとイスラーム聖戦との間で衝突が発生した。
イスラエルとハマース間の緊張は2023年9月に高まり、『ワシントン・ポスト』紙は両者が「戦争の瀬戸際にある」と報じていた。9月13日、国境で5人のパレスチナ人が殺された。イスラエルは、貨物の中に爆発物が隠されているのを発見し、ガザからの輸出をすべて停止したと発表した；ハマース側はイスラエルの主張を否定した。ロイターはパレスチナ人の言葉を引用し、数日間行われた輸出入の停止は数千の家族に影響を与えたと報じた。この輸出入停止命令を受け、ハマース軍は厳戒態勢を敷き、イスラエル入植地を襲撃する練習を公然と行ったり、他のパレスチナ武装勢力と軍事演習を行ったりした。また、ハマースはパレスチナ人がガザ地区とイスラエルの壁で抗議活動を再開することを許可した。9月29日、カタール、国連、エジプトは、ガザ地区内のイスラエル支配地域当局者とハマースの当局者を仲介し、閉鎖されていた交差点を再開し、緊張を緩和することで合意した；イスラエルで就労許可を得ているガザ地区の人々の総数は17,000人である。
エジプトは攻撃の数日前、イスラエルに対して「事態の大爆発が非常に近いうちに起きる。しかも、それは大きなものになると考えられる」と警告したという。イスラエルはそのような警告を受けたことを否定したが、米下院外交委員会のマイケル・マッコール委員長は、攻撃の3日前に警告があったのは事実だと述べた。

### 作戦の計画
ハマース側は2年間にわたり、「ガザの地下鉄」と呼ばれるガザのトンネル網内の固定電話回線を使い、密かに連絡を取り合い、イスラエルの諜報機関から逃れ、アルアクサの洪水作戦を計画していた。
本攻撃に先立つ数カ月間、ハマースがイスラエルを攻撃する準備をする様子を映したビデオが公に公開された。2022年12月に公開されたビデオでは、ハマースが人質を取る訓練をしている様子が、また別のビデオでは、ハマースがパラグライダーの練習をしている様子が映っていた。9月12日、ハマースが、国境を突破する訓練をする戦闘員のビデオを投稿した。攻撃後、イスラエル国防軍は、ハマースが国境付近の軍事基地や入植地を広範囲にわたって調査していたと述べた。
『ウォール・ストリート・ジャーナル』紙は、この攻撃の背後にイランがいると非難している。米政府高官とイランはこれを否定している。
IDFはこの攻撃の後、1万以上の武器を押収したと報告している。武器庫にはRPG、地雷、狙撃銃、無人機、燃料気化ロケット、その他の最新兵器が含まれていた。イスラエルの情報筋によると、ハマースの戦闘員から押収した文書や地図には、ハマースがイスラエルの町、都市、キブツを侵略・占領するために、1カ月にわたる組織的な作戦を意図していることを示されていた。地図中には、アシュケロンを海上攻撃し、キルヤット・ガトに侵攻を行うことなども書かれていた。イスラエルによれば、武器、物資、計画の規模から、ハマースは長期にわたってイスラエルの市民と軍に大量の死傷者を出すために計画を練っていたという。欧米や中東の治安当局は、ハマースが最初の攻撃がもっと成功していれば、ヨルダン川西岸地区付近まで侵攻するつもりだったことを示唆する証拠を集めた。
民族抵抗センターは、ロシアのワグネル・グループが攻撃前にハマースの戦闘員を訓練し、特に攻撃方法と爆発物を投下するための無人機の使用について訓練したと主張した。民族抵抗センターは、ベラルーシのパルチザンの情報を引用し、ワグネルの傭兵がアフリカでの演習中にハマースに無人機を提供したとコメントした。

### イスラエル諜報機関の失敗
『ニューヨーク・タイムズ』紙によれば、イスラエル当局は攻撃の1年以上前に詳細な攻撃計画を入手していたという。この文書には、イスラエル軍の規模や位置を掴んだ作戦計画や目標が記されており、イスラエルでは、ハマースがどのようにしてこれらの詳細を知ったのかについて疑問が呈された。この文書には、侵攻前の大規模なロケット弾攻撃計画、イスラエルが国境沿いに設置している監視カメラや自動小銃を打ち落とすための無人航空機による攻撃計画、空挺兵による降下を含むイスラエルに侵攻する方法などが記載されていた。 『タイムズ』紙は「ハマースは衝撃的な正確さで青写真を描いていた」と報じた。『タイムズ』紙によれば、この文書はイスラエルの軍部や諜報機関の指導者たちの間で広く回覧された。一方でハマース指導者たちは「この計画はハマースの能力を超えており、不可能だ」と計画を却下していた。2023年7月、イスラエルの情報収集部門の一員が、ハマースが襲撃の準備を進めていることを上官（大佐）に警告した。一方大佐はその警告を「杞憂である」として特段注意を払わなかった。
『ハアレツ』紙は、イスラエルの国内情報機関であるシンベトとイスラエル国防軍司令官は、襲撃の数時間前にレイム近郊のノヴァ音楽祭開催に関して、開催の危険性（国境付近で実施する為）について話し合ったが、音楽祭の主催者は特別、警告などは受けなかったと報じた。
BBCの調査によると、ハマースがイスラエルに対する重要な作戦を計画していることを伝える報告はあったものの、国防軍幹部は繰り返しその警告を無視していた。
『ハアレツ』紙は、ハマースの攻撃準備を認めないなど、IDF上層部の無能さが攻撃成功の主な原因だったとしている。IDFはハマースの監視に充てる資金と人員を削減し、ロケット弾の発射地点にばかり焦点を当て、ハマース戦闘員の訓練や部隊の動き、ハマース軍事指導部の活動などを見過ごしてしまっていた。ハマースの攻撃を想定した模擬演習では、ガザ師団の対応が不十分だった。将校の間にはそういったことに対してあまり物事を言えない空気感が作られ、異論を唱えるなどはもっての外とされた。将校たちは、自分の地位を維持するために部下を黙らせることが多く、ハマースに関する上層部の決定に疑問を呈すると何か報復されるのではないかという空気が生まれ、その結果ほとんどの下級将校は攻撃について知っていても報告することを諦めてしまっていた。

## 攻撃
2023年10月7日土曜日のイスラエル夏時間（UTC+3）午前6時30分頃、ハマースがアルアクサの洪水作戦の開始を発表した。イッズッディーン・アル＝カッサーム旅団のムハンマド・デイフ司令官は、イスラエルによる16年間のガザ封鎖、ヨルダン川西岸地区内への侵攻、アル＝アクサー・モスクでの騒動、軍の支援を受けたイスラエル入植者による暴力事件、財産の没収と家屋の取り壊し、「がんと病気で枯れる」までパレスチナ人を何年も恣意的に拘束していること、イスラエルが国際法を軽視していること、アメリカや欧米の支援、国際的な沈黙などについて演説した。そして、この作戦の目的は、イスラエルに一線を引かせること、「地球上最後の占領」を終わらせることだと述べた。その直後、ハマースのイスマーイール・ハニーヤ首相もテレビ演説で同様の発表を行った。

### 参加・後援組織
ハマースのほかにも、いくつかのパレスチナ武装勢力がこの作戦への支持を表明し、ある程度参加した。毛沢東主義を掲げるパレスチナ解放民主戦線（DFLP）の武装組織である国民抵抗旅団は、軍事スポークスマンのアブ・ハレドを通じて作戦への参加を確認し、IDFとの戦闘で3人の戦闘員を失ったと述べた。PFLP（パレスチナのマルクス・レーニン主義／世俗民族主義政党）とライオンの巣（ヨルダン川西岸地区を拠点とする超党派過激派グループ）も、この作戦への支持を表明し、部隊の最大限の警戒と総動員を宣言した。その他、国連パレスチナ難民救済事業機関（UNRWA）に雇用されていた9人が、イスラエルから作戦へ参加していたという容疑で、数カ月にわたる内部調査の後、関与の可能性を理由に解雇された。

### ロケット弾攻撃

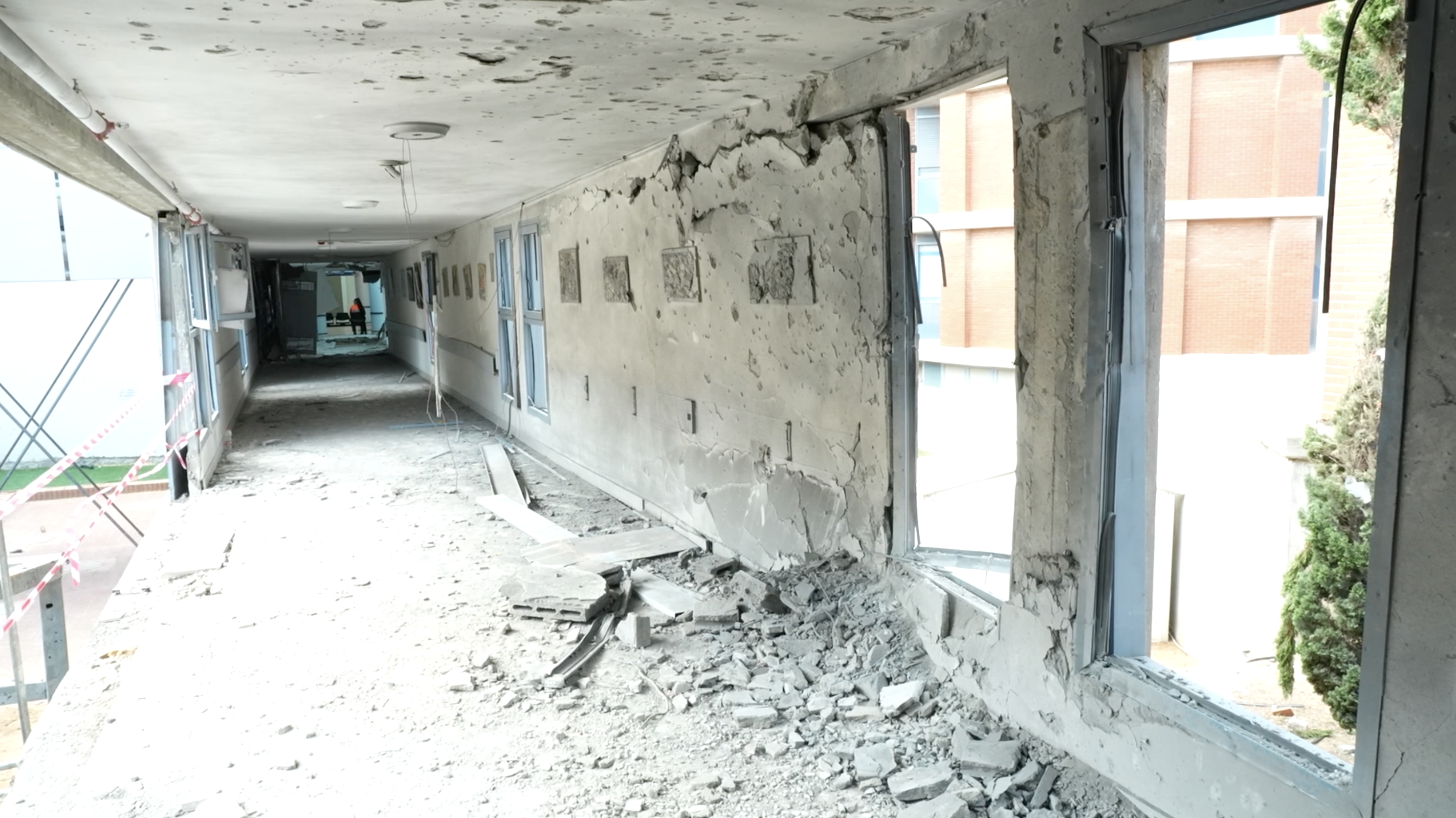
ハマース主導の対イスラエル攻撃で、ロケット弾が命中した、イスラエル南部のバルジライ医療センターの産科病棟

デイフ司令官は、作戦開始から20分の間で、ガザ地区からイスラエルに向けて5,000発以上のロケット弾が発射されたと発表した。イスラエルの情報筋によると、ガザからは4,300発のロケット弾が発射され、12人が死亡、数十人が負傷し、そのほとんどがベドウィンのコミュニティからであった。
ゲデラ、ヘルツリーヤ、ベエルシェバ、テルアビブ、アシュケロンなど、ガザ周辺地域やシャロン平野でも爆発が報告された。ベエルシェバ、エルサレム、レホヴォト、リション・レツィオン、パルマヒム空軍基地では空襲警報のサイレンが鳴り響いた。ハマースが交戦を呼びかけ、デイフは「イスラム教徒はどこでも攻撃を開始する」と呼びかけた。夕方にもハマースはイスラエルに向けて約150発のロケット弾を発射し、ヤブネ、ギヴァタイム、バト・ヤム、ベイト・ダガン、テルアビブ、リション・レツィオンで爆発が報告された。

### イスラエル南部への侵攻
ロケット弾攻撃と同時に、約6000人のパレスチナ人武装勢力と民兵がガザからイスラエルに侵入し、119カ所で国境を突破した。潜入はトラック、ピックアップトラック、オートバイ、ブルドーザー、スピードボート、動力付きパラグライダーを使って実行された。
スデロット警察署はハマースに支配され、武装勢力は警官や市民を含む30人のイスラエル人を殺害したと報告された。攻撃時、戦闘員は警察署のコンピューターシステムを故意に破壊した。これにより通信が不能となり、イスラエルは攻撃への対応が遅れた。
画像や映像には、黒い戦闘服に身を包んだ重装備の武装集団がピックアップトラックに乗り、スデロットで銃撃を行い、イスラエルの市民や兵士数十人を殺害し、民家に火を放つ様子が映っていた。他の映像には、捕虜となったイスラエル人、燃えるイスラエル国防軍の戦車、パレスチナ武装勢力がイスラエル軍車両を奪い運転する様子が映っていた。イスラエルの緊急対応部隊は、殺害された武装勢力の遺体から、小学校や青少年センターなどで民間人を攻撃し、その他「できるだけ多くの人を殺し、そして将来の交渉に利用するために人質を取る」ように指示する文書を回収したと伝えられている。国連のプラミラ・パッテン及び調査委員会は、報告書の中で、ハマース戦闘員から回収されたとされる文書の信憑性は立証できないと結論づけた。戦闘員のなかには、後にプロパガンダを発信するためと思われるが、ボディカメラを装着して行為を記録していた者もいた。
報道によれば、ハマース戦闘員は戦闘中、カプタゴン（シリアで製造され、中東全域のテロ組織で使用されているとされる中毒性の高い興奮剤）を服用していたという。
攻撃当日の朝、イスラエル軍報道官は、ガザからの武装勢力は少なくとも7カ所を経由してイスラエルに侵入し、陸海両方からイスラエルの4つの小さな農村地域、国境の都市スデロット、そして2つの軍事基地に侵入したと述べた。イスラエルのメディアは、ナハル・オズ、クファルアザ、マゲン、ベエリ、スファなど7つの地域がハマースの支配下に入ったと報じた。その他エレズ検問所もハマースの支配下に入り、パレスチナ武装勢力はガザからイスラエルに容易に侵入できるようになったと報じられた。イスラエル警察のコビ・シャブタイ長官によると、イスラエル南部ではその日、21カ所で戦闘が勃発したという。
『ニューヨーク・タイムズ』紙は、この攻撃の数週間後に作成されたイスラエル情報機関の文書によると、ハマースが国境フェンスを30カ所以上で突破していたことが判明したと報じた。
同日午前6時半から、レイム近郊の野外音楽フェスティバルで大虐殺が発生し、死者が少なくとも360人、行方不明者多数という被害となった。目撃者の証言によると、オートバイに乗った武装集団が、攻撃を行い、ロケット砲で負傷した参加者を見て蜘蛛の子を散らすように逃げ惑う参加者に向けて発砲していったという。武装勢力は、ニル・オズ、ベエリ、ネティブ・ハアサラで市民を殺害し、人質を取り、家屋に放火した。クファルアザの虐殺では約50人、ベエリの虐殺では108人、ネティブ・ハアサラの虐殺では15人の市民が殺された。ほか、戦闘員はアルミムの虐殺でタイ人とネパール人の従業員16、17人を殺害した。
他の武装勢力はジキムに水陸両用で上陸した。パレスチナの情報筋によれば、地元のイスラエル軍基地が襲撃されたという。IDFは、海岸で2人の戦闘員を殺害し、2隻のゴムボートを含む4隻の船を破壊したと発表した。武装勢力はナハル・オズ郊外の軍事基地も攻撃し、66人の兵士を死亡させ、7人を人質に取った。IDF実施の火災調査によると、武装勢力は軍事基地や民間人居住地域で「数分以内、あるいはそれ以内に窒息死する可能性のある有毒ガスを含む（中略）物質に点火した」とのことである。
| 攻撃                       | 交戦場所                                 | 交戦場所     | イスラエル人及び外国人 | イスラエル人及び外国人 | イスラエル人及び外国人 | イスラエル人及び外国人 | 物的損害                                                | パレスチナ武装勢力 | パレスチナ武装勢力 | パレスチナ武装勢力 | 戦闘開始時刻 | 戦闘終結時刻 |
| 攻撃                       | 地名                                     | 人口         | 合計死者数             | 民間人死者数           | 戦闘員死者数           | 人質・捕虜             | 物的損害                                                | 人数               | 死者数             | 捕虜               | 戦闘開始時刻 | 戦闘終結時刻 |
| -------------------------- | ---------------------------------------- | ------------ | ---------------------- | ---------------------- | ---------------------- | ---------------------- | ------------------------------------------------------- | ------------------ | ------------------ | ------------------ | ------------ | ------------ |
| 10月7日のイスラエル攻撃    | ガザ包囲域と南部地区                     | total pop. = | total =                | total =                | total =                | total =                | ガザ地区とイスラエルの壁 + 軍事基地 + キブツ + モシャブ | total ≈            | total ≈            | total =            | 06:29        |              |
| エレズ検問所封鎖           | 軍事: エレズ検問所                       |              |                        |                        |                        |                        | 検問所が使用不能に                                      |                    |                    |                    |              |              |
| スデロットの戦い           | スデロットの警察署                       |              |                        |                        |                        |                        | コンピューター・サーバーと接続機器                      |                    |                    |                    |              |              |
| スデロットの戦い           | スデロットの市街地                       | 27,635       |                        | 15+                    |                        |                        |                                                         |                    |                    |                    |              |              |
| レイム音楽祭虐殺事件       | レイムで開催されていた音楽祭             | ~3500        | 357+                   |                        |                        | 40                     | 車                                                      |                    |                    |                    |              |              |
| レイムの戦い               | 軍事: レイム内の軍本部                   | 409 (nearby) |                        |                        |                        |                        |                                                         |                    |                    |                    | 10:00        |              |
| ベエリの虐殺               | ベエリ                                   | 1,049        | 117+                   |                        |                        |                        | 監視塔                                                  |                    |                    |                    |              |              |
| ナハル・オズの戦い         | 軍事: ナハル・オズの軍事基地             | 100+         | 66                     | none                   | 15+                    |                        | 基地が炎上                                              |                    |                    |                    |              |              |
| ナハル・オズの戦い         | ナハル・オズ                             | 423          |                        | 12+                    |                        |                        |                                                         |                    |                    |                    |              |              |
| クファルアザの虐殺         | クファルアザ                             | 720          | 52+                    |                        |                        |                        | 無人航空機によって塔が破壊                              |                    |                    |                    |              |              |
| ジキムの戦い               | 軍事: ジキム内の軍訓練施設               |              |                        |                        | 7                      |                        |                                                         |                    |                    |                    |              |              |
| ジキムの戦い               | ジキムのビーチ                           |              | 35+                    | 19                     |                        |                        |                                                         |                    |                    |                    |              |              |
| ジキムの戦い               | ジキム                                   | 852          |                        |                        |                        |                        |                                                         |                    |                    |                    |              |              |
| ニル・オズの戦い           | ニル・オズ                               | 387          | 27+                    |                        |                        | [ H ]                  |                                                         |                    |                    |                    | 09:45        |              |
| サイダック音楽祭虐殺事件   | ニル・オズとニリムで開催されていた音楽祭 | ~100         | 17                     |                        |                        |                        |                                                         |                    |                    |                    |              |              |
| ニリムの戦い               | ニリム                                   | 360          | 5+                     |                        |                        |                        |                                                         |                    |                    |                    |              |              |
| ネティブ・ハアサラ虐殺     | ネティブ・ハアサラ                       |              | 21+                    |                        |                        |                        |                                                         |                    |                    |                    |              |              |
| アルミムの虐殺             | アルミム                                 | 510          | 19+                    |                        |                        |                        |                                                         |                    |                    |                    |              |              |
| キスフィムの虐殺           | キスフィム                               | 279          | 16+                    |                        |                        |                        |                                                         |                    |                    |                    |              |              |
| ホリットの戦い             | ホリット                                 | 169          | 13+                    |                        |                        |                        |                                                         |                    |                    |                    |              |              |
| アイン・ハシュロシャの戦い | アイン・ハシュロシャ                     | 361          | 5+                     |                        |                        |                        |                                                         |                    |                    |                    |              |              |
| ニル・イツハクの戦い       | ニル・イツハク                           | 630          | 5+                     |                        |                        |                        |                                                         |                    |                    |                    |              |              |
| ニル・アムの戦い           | ニル・アム                               | 611          | none                   | none                   | none                   | none                   |                                                         |                    |                    |                    |              |              |
| オファキムの戦い           | オファキム                               | 30,662       | 47                     |                        |                        |                        |                                                         |                    |                    |                    |              |              |
| スファの戦い               | スファ                                   | 211          | 3                      |                        |                        |                        |                                                         |                    |                    |                    |              |              |

表の注釈：
1. ↑  人口データは特に断りのない限り2019年を基とする[150][151]
2. ↑  ガザ国境沿いのイスラエル民間人居住区のほとんどには、軽武装の警備隊（志願者）がいた[152]
3. ↑  基本的に勤務中の警察、軍隊、その他のプロの武装した治安部隊のみが含まれる。
4. ↑  武装勢力はスデロット警察署のコンピューターシステムと通信手段を破壊し、この地域の緊急サービスの通信を不可能にした[119][120][121]
5. ↑  音楽祭の観客数は3,500人と報告されているが、正確な数値は不明[161]。事件後、行方不明者を捜す親族によると、事件発生当時、イベントには1000人以上が参加していたという[162]。音楽祭の参加者の中には、参加人数を3,000〜4,000人と見積もった人もいた[162]。事件に対応した救急隊員は、観客動員数を3,000人と発表した[163]。
6. ↑  ガザ師団の本部[164]
7. ↑  武装勢力が撤退するまでの戦闘で、将校6人と新兵1人が死亡した[175]
8. ↑  ビバス一家を含む。
9. ↑  午前6時30分にロケット弾の音が聞こえ、武装勢力は午前9時45分にビバス宅に侵入した[179]
10. ↑  約100人が音楽祭に参加していた[140]

#### レイム音楽祭

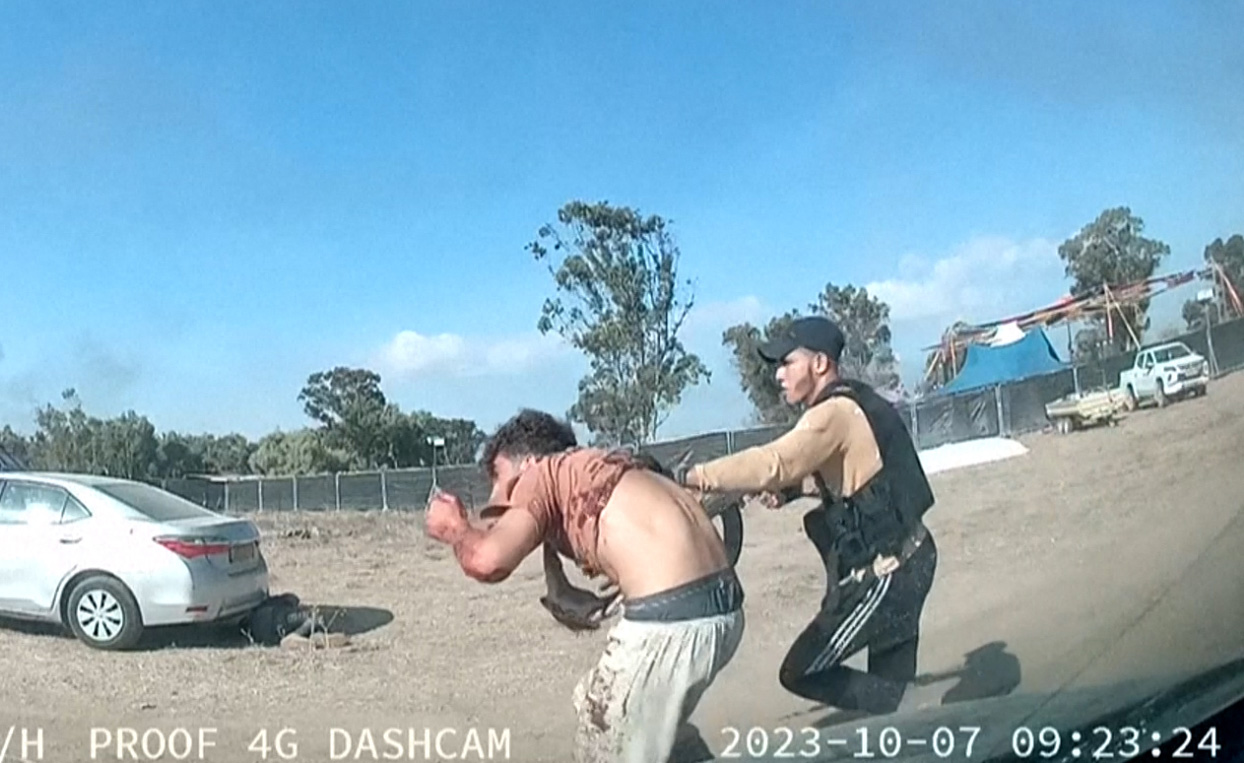
レイム音楽祭虐殺事件では、少なくとも360人が死亡し、他の人々が人質に取られた。画像はパレスチナ武装勢力が男性を拉致している様子

ハマース主導の攻撃の一環として、レイム近郊で開催されていたユダヤ教の祝日スコットを祝う野外音楽祭「スーパーノヴァ・スコットの集い」に攻撃が行われ、市民364人が死亡、多数の負傷者が出た。ほか、少なくとも40人が拉致された。この大量虐殺は、10月7日の攻撃で行われたガザとの国境周辺地域におけるイスラエル市民を標的にした数多くの虐殺の中で、ネティブ・ハアサラ、ベエリ、クファルアザ、ニル・オズ、ホリットと並んで最大の死傷者数を記録した。
午前6時30分、日の出の頃、上空にロケット弾が飛来した。午前7時頃、空襲警報が鳴り響き、音楽祭の参加者は逃げ惑った。その後、戦闘服に身を包み、オートバイやトラック、動力付きパラグライダーを使って武装勢力は音楽祭会場を包囲し、逃げようとする人々に無差別に発砲を行った。近くの防空壕や茂み、果樹園に避難しようとした参加者は、隠れている間に殺された。道路や駐車場にたどり着いた人々は、武装勢力が車両に発砲したため、交通渋滞に巻き込まれた。ハマース戦闘員が、地面にしゃがみ込んだ負傷者を至近距離から射殺する等のケースもあった。
人質の居場所や状況の詳細は公表されていない。この音楽祭での虐殺は、イスラエル史上最大のテロ攻撃であり、イスラエル史上最悪の民間人虐殺と言われている。

#### クファルアザ
ハマース主導の攻撃の一環として、約70人のハマース戦闘員がガザ地区との国境から約3キロ離れたキブツ、クファルアザを攻撃し、住民を虐殺、数人の人質を拉致した。
このキブツには700人以上の住民がいたが、IDFが完全な支配権を取り戻すのには2日かかった。殺害されたイスラエル人の正確な数は不明だが、2023年10月15日現在、52人が死亡、さらに20人以上が行方不明とされている。

#### ベエリ

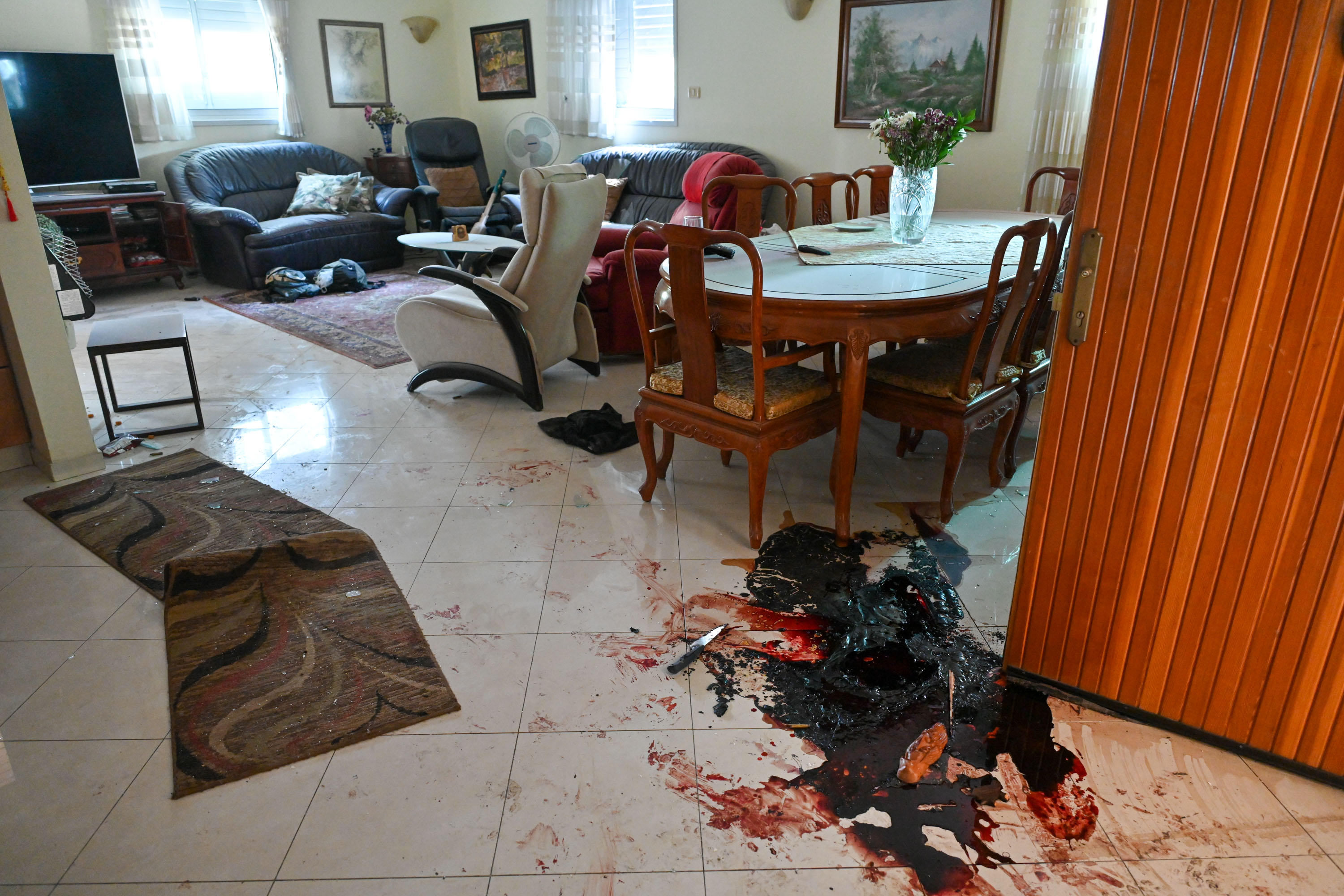
虐殺後の家の中の様子（ベエリ）

攻撃当日の朝、約70人のハマースの戦闘員が、ガザ地区近郊のイスラエルのキブツ、ベエリで虐殺を行った。この攻撃で少なくとも130人が殺害され、その中には女性（平和活動家のビビアン・シルバーなど）や子ども、幼児も含まれており、住民の10％の命が奪われた。ほか、数十軒の家屋が焼き払われた。複数の新聞がこの虐殺をテロ行為として糾弾した； 残虐行為をISISと比較する新聞もあった。また本虐殺中に拉致事件も発生し、イスラエル国防軍とのにらみ合いにまで発展した。生存者によれば、味方の銃撃による死者も出ている。イスラエル軍の戦車が、約40人のハマース戦闘員と14人の人質（うち子ども2人）がいることがわかっていた家屋に発砲し、1人を除いて家屋内の人質全員が死亡した。

#### ヤキニ
バンに乗ってやってきたハマースの武装集団が、ヤキニのモシャブを襲撃した。ヤキニでは国境警察官を含む7人の死傷者が出た。マグラン部隊のIDF少佐も負傷した。ヤキニのセキュリティ担当は当時、タイで休暇中であり、モシャブの18人の防衛部隊の対応を遠隔操作で指示していた。ヤマムとサイェレット・マトカル部隊は最終的に到着し、襲撃者全員を殺害した。

#### アイン・ハシュロシャ

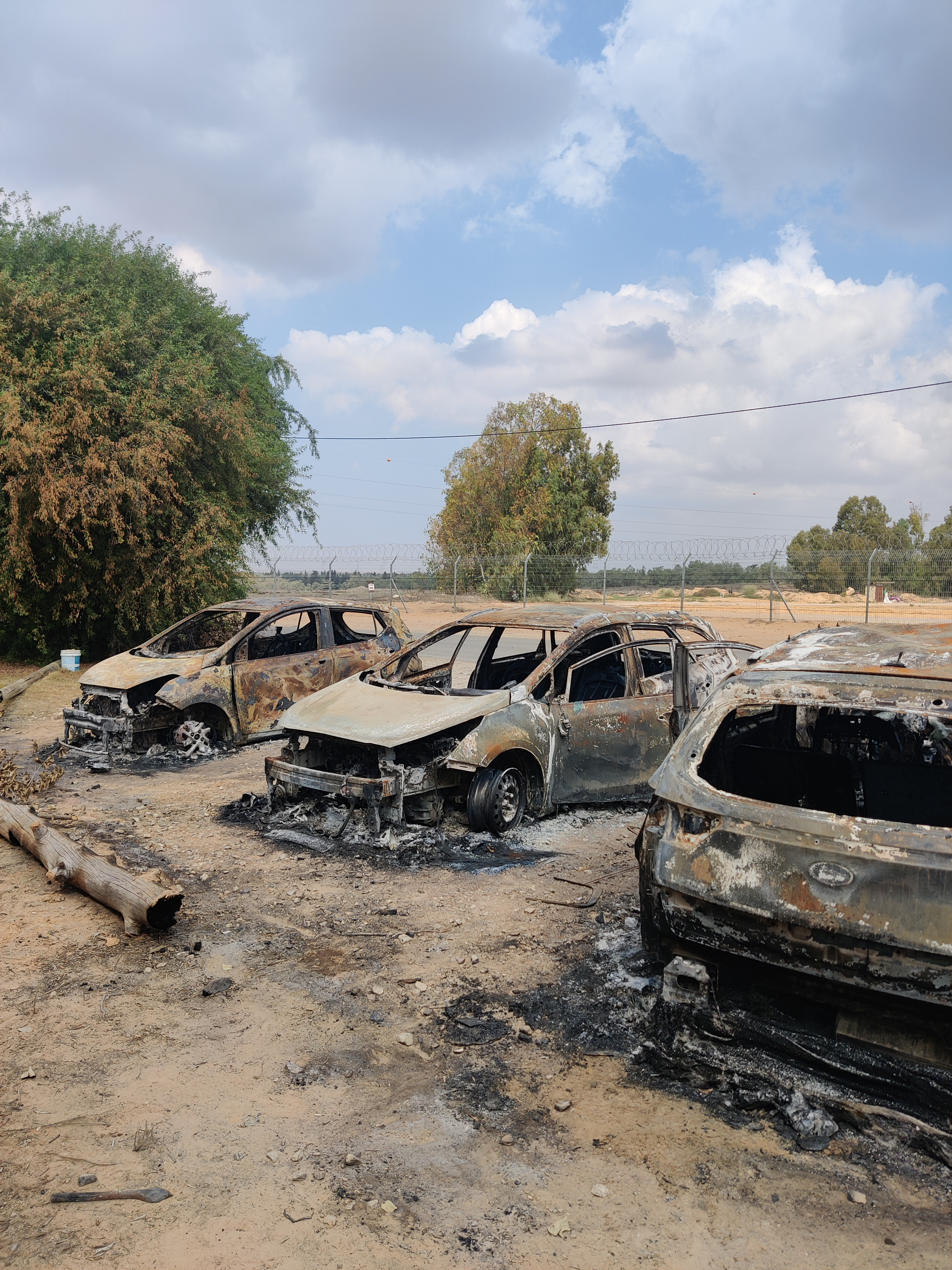
燃やされた車両（ニル・イツハク）

約90人の武装勢力がアイン・ハシュロシャに侵入し、4人の市民を殺害し、略奪、銃撃、家屋の放火を行った。中には、アルゼンチン系イスラエル人の80歳の女性が、自宅が放火され逃げ遅れて死亡するという事件があった。武装勢力と市民の義勇軍とのにらみ合いは6時間続いた。この銃撃戦で60代の義勇軍の首領が死亡した。また、63歳の祖母も殺害された。39歳のイスラエル系チリ人女性は8発の銃弾を浴びた。
虐殺から3日後、キブツで30人の生存者が発見されたが、そのうち14人はタイ人だった。

#### サイダック音楽祭虐殺事件
「サイダック」は、ガザとの国境から2キロほど離れたニル・オズ近くの野原で開催された小さなトランス音楽祭だった。このイベントには約100人が参加した。ハマース戦闘員はこの音楽祭の会場を襲撃し、イスラエル人17人を殺害した。音楽祭会場で射殺された者もいれば、近くのキブツに逃げようとしたところを殺された者もいた。ほとんどの生存者は、数時間後にイスラエル国防軍に救出されるまで、小さな茂みの下に隠れていた。

#### レイム国防軍基地
攻撃開始から5時間も経たない午前10時、ガザ支部の司令部があるレイム軍事基地で戦闘が発生したことが報告された。そしてハマースが基地を制圧し、数人のイスラエル兵を捕虜にしたと報じられた。その後、その日のうちにイスラエル国防軍が奪還した。この基地は、国防軍の無人航空機操作や監視活動が行われている場所であったとされている。占領時、ハマースは基地で殺害したイスラエル兵の死体の映像を投稿した。

#### ニル・アム
ニル・アムは攻撃されたが、住民に被害はなかった。25歳のセキュリティ担当、インバル・ラビン＝リーバーマンは、叔父のアミとともに警備隊を率い、近くの養鶏場に侵入しようとした複数の戦闘員を殺害した。結果、パレスチナ武装勢力の戦闘員がキブツに侵入することを阻止することに成功した。

#### オファキム
オファキムでは、10月7日の攻撃で47人が死亡した。オファキムは、10月7日の最初の激しい攻撃でパレスチナ武装勢力が最も遠くまで到達した場所だった。この町の人口の多くは、北アフリカ系の労働者階級のユダヤ人である。また、オファキムは、「人質事件」が最初に報告された場所のひとつである。武装勢力は、古い住宅が立ち並び、防空壕が設置されていない家を標的にしたとされ、地元の人々は「戦闘員が、共同のシェルターに入ろうとした人々を射殺した」と主張している。

#### ラハト
10月7日、イッズッディーン・アル＝カッサーム旅団の戦闘員が、オファキムの北東にあり、ガザから30キロ離れたベドウィンの多く住む町ラハトに侵入した。最初の攻撃から1カ月以上たった時、2人の戦闘員がラハトの攻撃に関与した疑いでイスラエル警察に逮捕された。

### 失敗した計画
ハマース戦闘員の一部は、ヨルダン川西岸地区とイスラエルの国境に関する情報と、地図を携えていた。シクマ刑務所はハマースの攻撃対象のひとつであったが、パレスチナ人受刑者を解放するため現地に向かった戦闘員は、刑務所を見つけることができなかった。

### 人質拘束

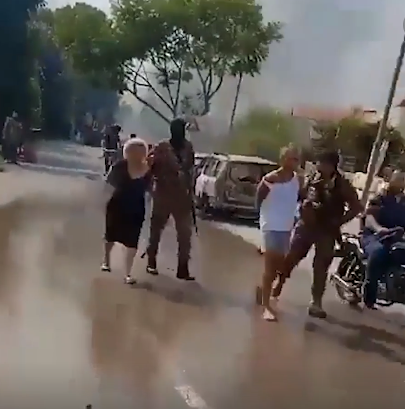
ハマース戦闘員が民間人を拉致する様子

ハマースによる作戦開始直後、多くの市民や兵士が捕虜としてガザ地区に移送という報告があった。その日のうちに、ハマースは捕虜交換を強要できるだけのイスラエル兵を捕らえたと発表し、イスラエルは人質が捕らえられたことを確認した。
ベエリでは、最大50人が人質に取られたが、パレスチナ武装勢力とイスラエル国防軍との18時間にわたる交渉の後、解放された。オファキムでは、ジャヤル・ダヴィドフ警視正率いる警備隊がパレスチナ人武装勢力と銃撃戦を繰り広げた；最終的にダヴィドフと部下3人が殺害されたが、イスラエル国防軍がウリム郊外で2人のイスラエル人質を救出した。武装勢力が家族のペットを殺したり、窃盗を行ったという報告もある。
ハマースは多くの人質をガザに連れ去った。10月16日、250人の人質を拘束しており、イスラエル政府に対してパレスチナ人の囚人を釈放するよう迫るために拉致を行ったと述べた。イスラエル国籍しか持たない人質に加え、人質の半数近くが外国籍または複数の国籍を持っていた。人質の中にはネゲヴのベドウィンもいた。ビバス一家の3人を含む人質の一部は、その後、他の武装勢力に引き渡された。イスラーム聖戦は少なくとも30人の人質を拘束していることを公表したが、もともとイスラーム聖戦が拘束したのかハマスが拘束したのかは不明はである。
アリエル・メラリは、「襲撃者たちはできるだけ多くの人々を誘拐するよう命じられていた。イスラエル世論が敏感な人物を意図的に誘拐していた」とコメントした。メラリは、「ハマースが何人の捕虜が解放しようと、すべての人質を " 一挙に " 解放することに同意するかは不明瞭だ。人質はイスラエルによる完全な破壊に対する唯一の抵抗手段だからだ」や、「ハマースが停戦を強行し、イスラエルが攻撃できなくなるまで、数週間から数カ月にわたって人質解放を長引かせようとするだろう」とも加えて発言した。

## 死傷者
| Group                    | Source    | 女性が占める割合（百分率） | 注釈        |
| ------------------------ | --------- | -------------------------- | ----------- |
| 合計                     | AOAV      | 26.6%                      | [ 注釈 16 ] |
| 民間人                   | Walla/TOI | 36%                        | [ 注釈 17 ] |
| 民間人                   | AOAV      | 41%                        | [ 注釈 18 ] |
| 兵士                     | AOAV      | 11%                        | [ 注釈 19 ] |
| その他セキュリティー担当 | AOAV      | 15%                        | [ 注釈 20 ] |

社会保障データに基づく最新の死者数は1,175人で、うち379人がイスラエル治安部隊員、796人が民間人（イスラエル人725人、外国人71人）だった。死者の26.6％は女性だった。当初は最大1,400人が死亡したと伝えられたが、11月10日には1,200人に修正され、12月にはさらに修正された。犠牲者の中には36人の子供が含まれていた；最年少の犠牲者は生後10カ月。また、死者の内25人は80歳以上だった。この攻撃はイスラエル建国以来最悪の死者数を出した攻撃となった。ジョー・バイデン米大統領（当時）を含む何人かは、この日はユダヤ人にとってホロコースト以来最悪の日だったとも述べている。一方で、歴史家のエンツォ・トラヴェルソや、ホロコーストとジェノサイドについて研究しているラズ・セガールなどは、10月7日の攻撃とホロコーストを比較することに警告を発している。セガールは、バイデン米大統領やイスラエルの政治家らによる「ホロコーストの記憶を持ち出す」発言を非難し、それは「大量殺戮的な暴力に直面する無力な人々に寄り添うためではなく、強大な国家による極めて暴力的な攻撃を支持し正当化するためであり、同時にこの現実を歪曲するためである」と述べた。
この攻撃で3,400人以上が負傷し、247人の兵士と市民が人質に取られた。10月19日、イスラエル当局はさらに100人から200人の行方不明者がいることを発表した。2024年7月までに、行方不明者数は1人まで減少した。イスラエル人の死傷者には、主にネゲヴのベドウィンのコミュニティで生活を営んでいたアラブ系イスラエル人が約70人含まれている。この攻撃は、400万人のイスラエル人に影響を与え、以来開始した戦争によって30万人のイスラエル人が避難する羽目となった。
10月7日、ベエリの虐殺では女性や子供を含む100人以上の市民が殺害され、レイムでは音楽祭で270人以上が殺害された。10月10日現在、クファルアザの虐殺で100人以上が死亡したと報告されているが、死者の総数は不明である。スデロットのバスシェルターでは9人が射殺された。クセイフェでは少なくとも4人が死亡した。アシュケロンでは少なくとも400人の負傷者が手当てを受け、ベエルシェバでは280人が負傷し、うち60人が重体であった。北部では、テルアビブでロケット弾攻撃による負傷者が報告された。また、攻撃で少なくとも49人のイスラエルの19歳以下の子供と青年が死亡した。
元ハポエル・テルアビブFCのストライカー、リオル・アスリンもレイム音楽祭で殺害された一人である。シャアール・ハネゲフ地域評議会のオフィール・リブスタイン議長は、武装勢力との銃撃戦で死亡した。ラハトの警察官ジャヤール・ダヴィドフも殺された。IDFは247人の兵士が死亡したことを確認した。死亡が確認されたのは、ナハル旅団司令官のヨナタン・スタインバーグ大佐で、ケレム・シャローム近郊で殺害された；多次元「ゴースト」部隊の指揮官、ロイ・レヴィ―大佐もレイム近郊で殺害された；LOTAR対テロ部隊学校指揮官のエリ・ギンズバーグ中佐も戦死した。第300「バラム」地域旅団のドゥルーズ系副司令官アリム・アブダラ中佐は、10月9日、レバノン南部からの侵入に対応中、他の兵士2名とともに戦死した。イスラエルの平和活動家ハイム・カッツマンはホリトで殺害された。平和活動家のビビアン・シルバーは当初人質に取られたと考えられていたが、後にベエリの虐殺で殺害されていたことが確認された。イスラエル・ハヨムのカメラマンだったヤニヴ・ゾハールはナハル・オズの戦い中に死亡した。
犠牲者数が多いことや、地理的にも戦闘地域が広範囲に及んでいたため、すべての遺体の位置を特定するのは困難だった。虐殺から数週間後、従来のあらゆる捜索技術が使用し尽くされた後、イスラエル国防軍はイスラエル自然・公園局にハゲタカの飛行経路を追跡するための協力を要請した。イスラエル国防軍はまた、周囲の瓦礫と見分けがつかないほどひどく焼けただれた遺骨を回収するために、イスラエル考古局の考古学者の助けを借りた。
ハマースは少なくとも247人のイスラエル人を人質に取り、ガザに移送した。10月8日、イスラーム聖戦は、少なくとも30人の捕虜を拘束していると発表した。クファルアザでは少なくとも4人が拉致されたと報じられている。ガザからの映像では、捕らえられた人々が映し出され、ガザ住民は死体を運ぶトラックに歓声をあげていた。その後、4人の捕虜がベエリで殺害されたと報告され、ハマース側は10月9日のIDFによるガザ空爆で4人の捕虜が殺害されたと発表した。イェディオト・アハロノトのカメラマン、ロイ・エダンは行方不明となり、クファルアザで子供とともに捕らえられた可能性が高いと報告された。ロイの妻は殺され、2人の子どもは救出されるまでクローゼットに隠れていた。ロイの遺体は10日後、クファルアザの虐殺の犠牲者の一人として発見された。アメリカ系イスラエル人のハーシュ・ゴールドバーグ＝ポリンは誘拐された一人だった。10月11日、ハマース傘下のイッズッディーン・アル＝カッサーム旅団は、フェンス近くの空き地で女性と子供2人の計3人の人質を解放したように見えるビデオを公開した。イスラエルはこのビデオを「芝居」と見なした。Yネットによると、10月7日にも味方の誤射による死傷者が出たが、IDFは、「キブツやイスラエル南部の自治体で、兵士たちが当時置かれていた困難な状況により、膨大かつ複雑な量の誤射が行われたため、調査することは（中略）道徳的に適切ではない」 と考えていたという。

### 遺骨の識別
アブ・カビール法医学研究所のチェン・クーゲル所長によれば、何百体もの遺体が「認識できない」状態で研究所に到着したという。病理学者が処理しなければならなかったのは、火災現場から回収された骨片、血まみれのベビーマットレス、縛られたまま処刑された犠牲者2人などである； 犠牲者2人は縛られた後、生きたまま焼かれたと考えられている。

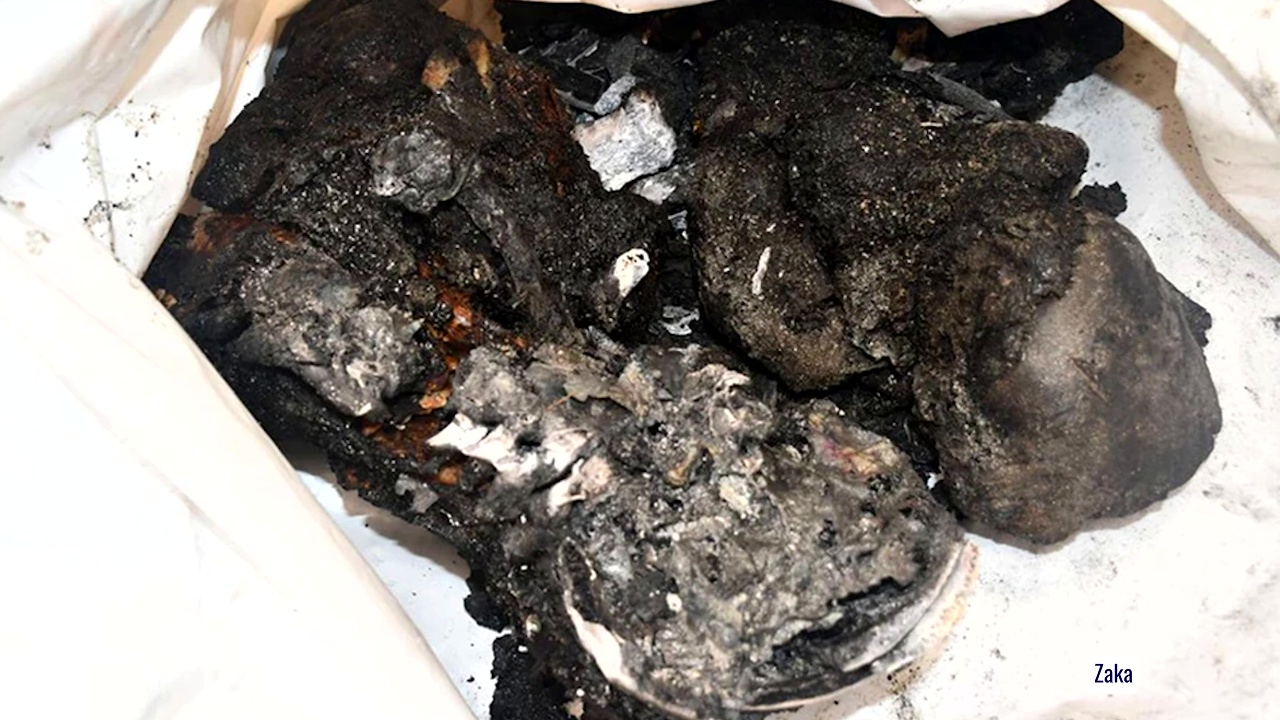
アブ・カビール法医学研究所のチェン・クーゲル所長によると、何百もの遺体が「認識不能」の状態で研究所に到着したという。

数百人が行方不明となり、遺体は見分けがつかないほど焼かれていたため、イスラエル当局は社会全体から復興チームを集めた。その中にはイスラエル考古局の考古学者も含まれており、他の法医学チームが見落とした骨片を灰や瓦礫の中から探し出そうと、遺骨を確認しに行き除去作業などを行った。
死傷者の多さに当局は圧倒された。遺体はシュラIDF基地とアブ・カビール法医学研究所に無造作に運び込まれた。軍、警察、民間の異なるチームが遺体を送った結果、現場は混乱することとなる。考古学者たちは計画的に部屋を捜索し、格子状に区切って慎重に骨の破片を取り出した。ある家では、考古学チームが灰の下に血痕を発見し、それが遺体の形跡であると断定した。

### 死傷者数の修正
11月10日、イスラエルは、ひどく焼けただれた死体の一部がハマースの戦闘員のものであることに気づき、死傷者数を1,400人から1,200人に下方修正した。その内訳は、民間人859人、兵士283人、警官58人、シンベト隊員10人であった。
2024年5月末時点では、社会保障データを用いて、さらに1,175人に修正された：725人のイスラエル民間人（36人の子供を含む）、71人の外国人、379人の治安部隊員。平和活動家のビルハ・イノンは、2024年8月6日にIDFがネティブ・ハアサラで夫とともに死亡したことが確認されるまで、行方不明とされていた。

## 報告された残虐行為

### 性暴力
イスラエルの女性や少女は、ハマース戦闘員によってレイプされ、暴行され、体を切断されたと報じられているが、ハマース側はこれを否定している。『ウォール・ストリート・ジャーナル』紙は12月21日に、攻撃後の数ヶ月の間に、「生存者の証言、第一応答者、目撃者に基づく性暴力の証拠が増えつつある」と報じた。ハマースを批判する人々は、ジェンダーに基づく暴力、戦争犯罪、人道に対する罪だと非難した。
BBCは、「攻撃当日にハマースが撮影した裸で血まみれの女性の映像や、攻撃後に現場で撮影された遺体の写真は、女性が攻撃者から性的な被害にあったことを示唆している 」と報じた。被害者の遺体が運び込まれたシュラ軍事基地にいたイスラエル国防軍大尉（復員。歯科医師免許も持っていた）や、ボランティアのシャリ・メンデスなどの証言によると、体の切断跡・手足の骨折跡・骨盤の骨折跡など、遺体の一部には性的虐待の形跡があったという。解放された人質の何人かは、ガザ拘留中の性暴力について語っている。
妊婦とその胎児を刺したとされるシャリ・メンデスや、レイプされたとされる数件の目撃証言は、その後信用されなくなった。『ハアレツ』は2024年4月に、「詳細に詳しい情報筋によれば、（身元確認のためにほとんどの遺体が運ばれた）シュラ軍事基地の遺体には、性的関係があったことを示す痕跡も、性器の切除を示す痕跡もなかった」と報じた。また、法医病理学者が不足していたため、遺体の4分の1しか完全に調べることができず、少なくとも100人の遺体については、状態が悪化していたため、結論を出すことができなかったと主張している。一方で、調査を担当したイスラエルの法医病理学者は後に、すべての遺体を調べた中で、一部は醜いものや火傷を負ったものもあったと明らかにした。
ジェフリー・ゲトルマン、アナト・シュワルツ、アダム・セラによる2カ月にわたる『ニューヨーク・タイムズ』紙の調査『言葉なき叫び』は、2023年12月下旬に公表され、イスラエルの女性と少女に対する性暴力と性器切断が行われた少なくとも7つの場所を発見したと報告している。そして、これらは孤立した出来事ではなく、2023年のハマスによるイスラエル攻撃における一連の性暴力の一事象であるとした。この調査は、ビデオ映像、写真、携帯電話のGPSデータ、150人以上へのインタビューに基づいて行われたという。『ザ・インターセプト』紙は、『ニューヨーク・タイムズ』紙の調査は、目撃者の証言に明らかな矛盾があり、証拠基準が甘いとして、社外からも社内からも批判されていると報じた。12月30日付の『デイリー・テレグラフ』紙は、「大虐殺の第一発見者はレイプされ、虐待された遺体を見たが、事件の迅速さと文化的タブーによって、真実は明らかにされなかった」と報じた。アルジャジーラは、「広範かつ組織的なレイプ疑惑」は、「イスラエルと西側諸国の政治家が、その後のガザ地区への攻撃激化を正当化するために繰り返し利用した」ものであり、虚偽であると結論づけた。2024年3月25日、『ニューヨーク・タイムズ』紙は、ベエリで殺害された2人のティーンエイジャーも性的暴行を受けたという、以前『タイムズ』紙がインタビューしたイスラエル軍救急隊員の証言と矛盾する新たなビデオが発見されたと報じた。
国連のプラミラ・パッテン紛争下の性的暴力担当は2024年3月、10月7日の攻撃中に複数の場所で強姦や輪姦が行われたという「合理的な根拠」があると報告した。またパッテンは、ハマースに拘束された人質の一部がレイプや性的拷問を受けたという「明確で説得力のある情報」を入手し、そうした性暴力が「継続中」であるという「合理的な根拠」もあると報告した。この報告書は、「情報を検証する」という前例のない調査のもと作成されたもので、パッテンにはそのような権限がないため、完全かつ合法的な調査ではなかった。そのため、合理的な疑いを超えて何かを立証することはできなかった。アメリカ人ジャーナリストのアザデ・モアベニはこう報告した： 彼女の事務所には現地での性犯罪を調査する権限はなく、これまでそのような任務を引き受けたことはなかった。私は国連の複数の情報筋から、彼女の出張は国連内で激しい論争になっていると聞いた。パッテンの報告書はまた、性暴力が組織的なものであったとは断定せず、ハマースや他の派武装勢力の犯行とも断定せず、計画的であったという証拠も見つけられず、その範囲についても不可知論にとどまった。パッテンはまた、イスラエルの政治家たちが存在すると主張していた、レイプのビデオや写真などの証拠も見つけることができなかった。報告書は、「国際法違反の具体的な原因究明には、本格的な調査が必要である」と結論づけている。その後、パッテンは、イスラエル兵からの性暴力に関する主張を調査するため、パッテンの調査団ががイスラエルの拘禁施設にも立ち入ることを許可されることを条件に、ハマースの疑惑を調査する権限付与を求めたが、この要求は却下された。
国連の東エルサレムを含むパレスチナ被占領地及びイスラエルに関する独立調査委員会は2024年6月12日、詳細な調査報告書を発表し、ハマースとイスラエルの双方が、民間人への意図的な攻撃とともに、性暴力と拷問を行っていたことを明らかにした。この報告書は、被害者、目撃者のインタビュー、オープンソース、法医学報告書、衛星画像から編集された情報によって作成された。イスラエルは以前、調査への協力を拒否し、疑惑を否定していた。委員会は、パレスチナ武装勢力がレイム音楽祭とナハル・オズ軍事前哨地、そしていくつかのキブツで行われた性暴力事件に責任があるとした。また、報告書は、攻撃中にパレスチナ武装勢力による「性暴力を示すパターン」があったと結論づけ、ハマースと他の武装勢力には「故意の殺害、拉致、身体的、精神的、性的虐待による」ジェンダーに基づく暴力に責任があるとした。委員会は、性器切除、性的拷問、レイプの証言を独自に検証することができなかったが、その理由として、目撃者や事件現場への立ち入りができないこと、イスラエルが調査を妨害していることを挙げた。また、パレスチナ武装勢力が性暴力の実行を命じられたという証拠も見つからなかった。さらに委員会は、いくつかの具体的な主張が虚偽または矛盾していると判断した。
2024年6月、『タイムズ』紙は詳細な調査報告書を公表し、性暴行の規模や正式に認可された組織的性質に関するイスラエルの主張は信用できるものではないと結論づけた。

### 拷問と切断

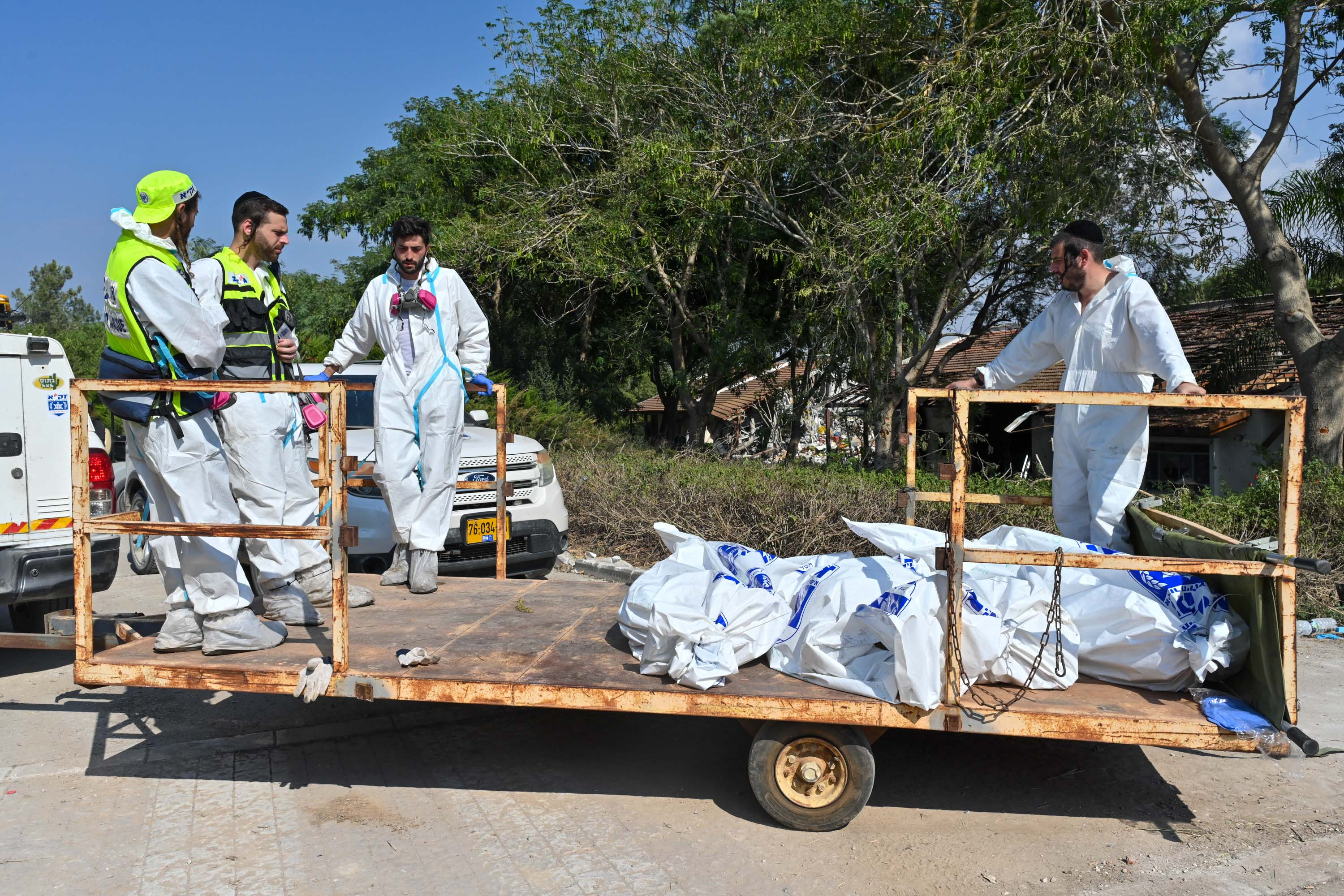
Dead bodies after the Be'eri massacre

アントニー・ブリンケン米国務長官は、イスラエルのベンヤミン・ネタニヤフ首相とイスラエル政府が私的に見せた写真についてこう述べた： 「銃弾を浴びた赤ん坊。斬首された兵士たち。若者は生きたまま焼かれた。話を続けてもいいが、考えられる最悪の方法で堕落しているだけだ」。クファルアザとベエリのイスラエル軍は、切断された犠牲者の遺体を発見したと報告した。あるイスラエル国防軍司令官はI24NEWSの記者に、40人の乳幼児が殺されたと虚偽の証言をした。実際は少なくとも100人の民間人の犠牲者が出たと推定されている；なお、実際、攻撃によって死亡した乳幼児は2人しか確認されていない。1人は銃弾に倒れ、もう1人は生後間もなく病院で死亡した。
ZAKAのボランティアが第一対応者として、この類の虚偽の報告を広めた。ZAKAのボランティアによれば、多くの子どもたちが拘束され、生きたまま焼かれているものも見つかったという。その他の残虐行為としては、性的暴行、レイプ、身体切除などが報告されている；一部の犠牲者は縛られ、一部の犠牲者の遺体は冒涜されたと伝えられている。グレーム・ウッドによれば、戦闘員たちが身に着けていたボディカメラから取り出したビデオ映像には、「映像の最初では......生きていて、最後には死んでいる」犠牲者が何人も映っていたという。また、「実際には頻繁に、死後も遺体が冒涜されている。」とも述べている。他のビデオでは、戦闘員が子供たちに発砲したり、民間人の服を着た男性を処刑したり、民間人の避難所に手榴弾を投げ込んだり、首を切ろうとしたりする様子が映っている。

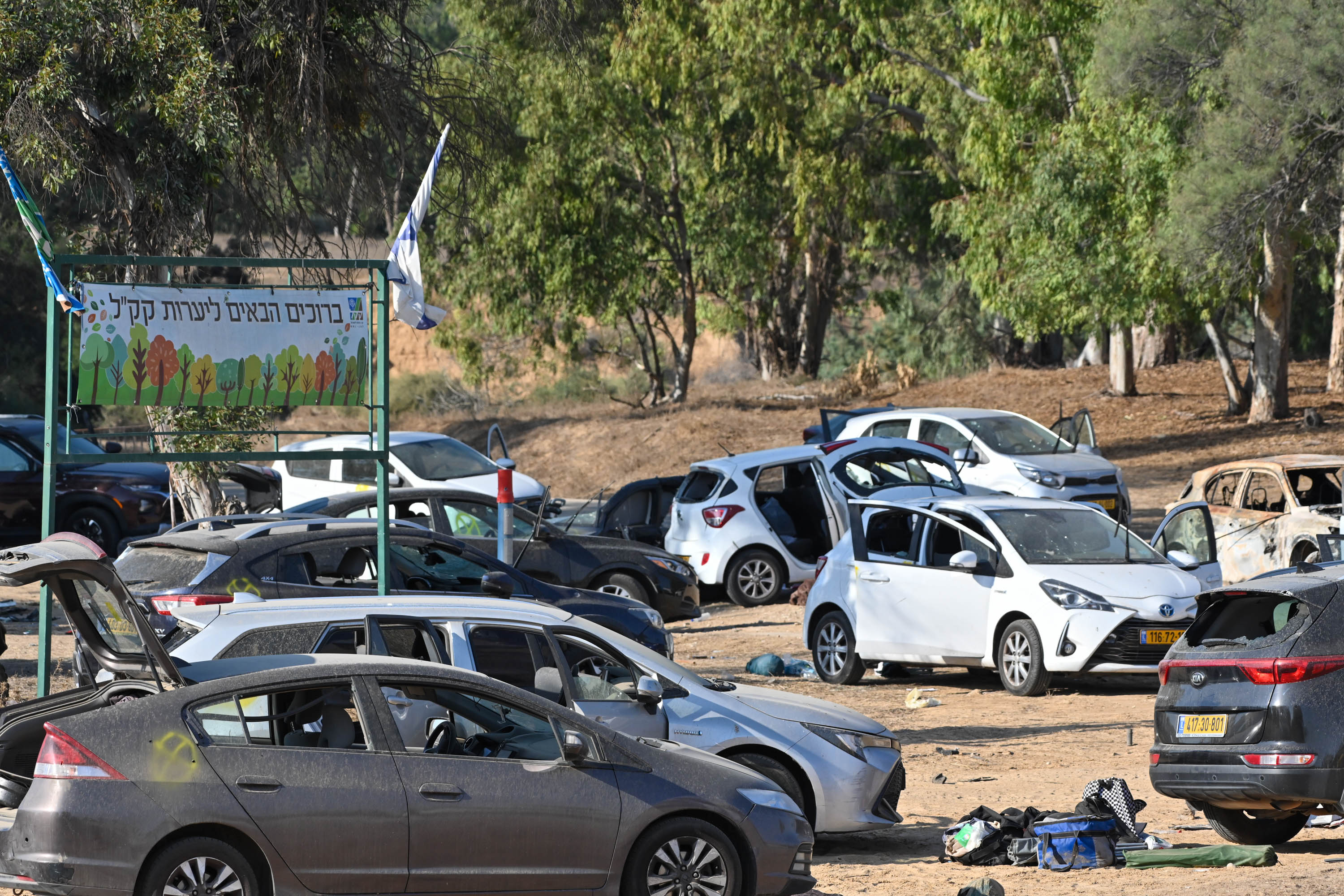
Abandoned and damaged cars after the Re'im music festival massacre

遺体を収容した第一対応者は、自分たちが目撃した残虐行為に非常に心を痛めたと報告し、ハマース戦闘員の遺体を「X」印のついた遺体袋に入れ、ブルドーザーで運び出したと語った。
イスラエルの治安当局は、『タイムズ・オブ・イスラエル』紙がハマース戦闘員が自白している様子とされるビデオを公開した。ヒューマン・ライツ・ウォッチ、アムネスティ・インターナショナル、イスラエル人権医師団は、これらの自白する映像とされるものは拷問によって引き出された可能性が高く、信憑性のある証拠として認められるべきではないとし、イスラエル政府に対し、その作成と公表を中止するよう求めた。
遺体確認チームの一員であるイスラエル軍の元指揮官ラビは、レイプや拷問が多数あったと述べ、あるイスラエル軍の予備役将校は、法医学的検査で複数のレイプ事件が発見されたと述べた。『ハアレツ』は2024年4月、そのような法医学的証拠は存在しないと報じた。CNNは、攻撃の余波を目撃した数人のイスラエル人にインタビューを行ったが、取材を受けた人々はいくつかの現場から、女性や少女の体にレイプや過剰な暴力の形跡が見られたと報告している。『ザ・インターセプト』紙は、『ニューヨーク・タイムズ』紙の『言葉なき叫び』など他の報道でも引用されているこれらの証言の信憑性に疑問を呈した。
『ハアレツ』の調査では、切断や拷問の主張について、「ハマースとイスラーム聖戦の戦闘員、そしてイスラエルに侵入した他のガザの住民が戦争犯罪や人道に対する犯罪を犯した」としている。「10月7日のハマースの残虐行為に関する証言」について、『ハアレツ』は「ほとんどが広範な証拠に支持されているが、いくつかは事実でないことが証明され、歴史的な大虐殺を否定する者たちに弾薬を提供することになった（揶揄）」と報告した。『ハアレツ』は、イスラエルの捜索救助部隊、軍、政治家が不正確な情報を広めた事例もいくつか発見したとしている。あるイスラエル軍の将校は、赤ちゃんが洗濯物干しに吊るされたと主張したが、後の調査で、実際には「1人の幼児が父親と一緒に殺され、子どもたちの集団が虐殺され、切り刻まれた」という報告は虚偽であることが明らかになったということである。また、ガザからのロケット弾攻撃で殺されたのは、6歳未満の子どもが5人、12歳から15歳の子どもが14人であったとし、ほとんどの子どもたちは家族と一緒に殺されたと報告されている。
ハアレツは、「ハマースのテロリストたちは虐殺の間、死体を冒涜した。斬首やバラバラになった死体もあった。」としながらも、「複数の家族の子どもたちが一緒に殺害されたという証拠はなく、ネタニヤフ首相がジョー・バイデン米大統領に語った、ハマースのテロリストたちが「何十人もの子どもたちを連れ去り、縛り上げ、燃やし、処刑した」という発言は不正確である」と報じた。ZAKAのボランティアは残虐行為の話を共有し、あるボランティアは20人の子供がキブツで縛られ焼かれたと繰り返し語った；同じボランティアは、妊婦が胎児を子宮から切り取られ、その女性の隣で6、7歳の子供が殺されているのを発見したと語った。しかし、死者のリストはその主張とは一致せず、該当のキブツではその年齢の子どもは殺されていない。該当のキブツはこの話が「（我々の）キブツに関係する事象ではない」との見解を示している。ネタニヤフ首相の妻であるサラ・ネタニヤフは、ジル・バイデン米大統領夫人に、妊娠中の女性がガザに人質として連れ去られたと主張する手紙を送った。しかしその女性は妊娠しておらず、出産もしていなかった。
アントニー・ブリンケン米国務長官もまた、同じZAKAのボランティアによる証言の一部を繰り返し、同ボランティアがベエリで見つけたという光景について話し始めた：父親の目は子供たちの目の前でえぐり取られた。母親の胸は切り取られ、女の子の足は切断され、男の子の指は処刑される前に切り落とされた。一方で『ハアレツ』は2023年12月、「ベエリで6、7歳かそれに近い年齢の子どもは殺されなかった」と報じ、ブリンケン国務長官の発言を否定している。『ザ・インターセプト』紙も同様に、ベエリで殺害された人々の中にこの証言と一致する者はいなかったとし、アメリカ側の証言がイスラエルのメディアで否定されているにもかかわらず、アメリカのメディアがZAKAを引き合いに出し続けていることを不思議に思っていると述べた。
10月20日、イスラエルの国立法医学センターで、両手を縛られた状態で生きたまま焼かれた犠牲者の証拠を示すとする法医学的分析結果がメディアに発表された。その分析では、黒焦げの遺体のCTスキャンから、死亡時に大人と子供が縛られていたことが示唆された。犠牲者の多くは気管に煤が付着しており、焼死したことを示している。
成人または10代の軍人に対する斬首の事例が2、3件、IDF兵士（戦闘中に死亡してその後に斬首された）が1、2件、外国人労働者の斬首が1件確認されている。ゴラニ旅団のアディール・タハール（19歳）は、10月7日に複数の手榴弾によって戦死した。死後、頭部はが摘出され、ガザ地区に運ばれたが、後にアイスクリーム店の冷凍庫で発見され、なぜそこに運ばれたのか臆測を呼んだ。タハールの遺体はDNAによって特定され、全身が見つかってないのにも関わらず埋葬された。イスラエル国防軍は遺族に、体のほとんどがない遺体が埋葬されていることを隠そうとしたことも暴露されている。その後、タハールの頭部が回収された後、2度目の埋葬式が行われた。

### 斬首された赤ん坊や子供に関する根拠のない報告
イスラエルの複数の情報筋は、攻撃直後、クファルアザに複数の斬首された幼児の遺体があったと述べた。後にイスラエル政府は、この主張の真偽を確認することはできず、いくつかの調査で事実でないことが判明したと述べた。
『ル・モンド』紙による調査では、未確認の主張は虚偽であると結論づけられたが、イスラエル当局が意図的にあいまいなメッセージを利用し、（ハマースが子供の首を斬ったという）シナリオを広めようとしたとして、本事象は情報戦争において重要な要素となったとしている：（本文中）イスラエルはそれ（虚偽の報告）に対抗するために何もせず、それを否定するよりもむしろ利用しようとしたことが多く、メディアによる非難を助長した。一方で、反イスラエル論者たちもこの虚偽の主張を利用した。パレスチナの支持を表面しているインフルエンサーであるスライマン・アフメドは、この主張を使ってハマースによる殺害の現実を否定し、陰謀論者であるジャクソン・ヒンクルはこの主張の下でイスラエルが「すべてに嘘をついている」と主張した。この問題は依然として敏感であり、パレスチナを支持するインフルエンサーや陰謀論者はこれを「大量虐殺の占領軍によって広められたフェイクニュース」と見なしている一方で、イスラエル側では斬首の件などを疑問視すること自体が「ホロコースト否認」に繋がると考えられている。報告書中には、「国際的に否定されたその噂は、イスラエル国内では依然として生き続けている」という一文が記載されている。
ハマースによる最初の攻撃の直後、イスラエル兵、イスラエル国防軍関係者、そして第一対応者であるイスラエルの組織ZAKAのボランティアが、フランスのイスラエルのテレビ局i24newsで、クファルアザの虐殺現場で斬首された幼児の遺体を見たと語った。アントニー・ブリンケンがイスラエルを訪問した際、ハマースによるイスラエル市民や兵士の虐殺の写真を見せられ、特にイスラエル国防軍の兵士の首をはねられたもののを見たと語った。その後、バイデン米大統領は、戦闘員が子どもの首をはねている証拠写真を見たと虚偽の主張をした。ホワイトハウスはその後、バイデンが言及したのは斬首に関する報道であり、証拠写真を見ておらず、言及もしていないと釈明した。NBCニュースは、「40人の赤ん坊が斬首された」という報道を「検証されていない疑惑」とし、「イスラエル軍兵士やイスラエル国防軍関係者から発信されたもの」「イスラエル政府関係者がCNNに語ったところによると、政府は斬首の主張を確認していない」と報じた。この疑惑は主に「バイラルなイスラエルのニュース放送のクリップに起因する」もので、この主張を広めた主なX（旧Twitter）アカウントはi24NEWSとイスラエルの公式アカウントであった。10月12日現在、CNNはハマース関連の残虐行為を確認するため、オンライン・メディアのコンテンツを広範囲に調査したが、「子どもたちが首を切られた」という主張を裏付ける証拠は見つからなかった。
ZAKAのボランティアは10月14日、重傷と火傷を負った子どもたちの遺体を目撃したと報告した。同ボランティアによると、遺体の一部は首を切断されたようだが、正確な状況は不明だという。
イスラエルのウェブサイト『メディア・ライン』（創設者のフェリス・フリードソンは『エルサレム・ポスト』紙に賞賛され、同サイトに寄稿している）の記事を転載した『エルサレム・ポスト』紙によると、テルアビブにあるアブ・カビール法医学研究所で、イスラエル、スイス、ニュージーランド、アメリカなどから集まった約200人の法医学病理学者やその他の専門家が、テロの証拠を検証したという。同センターのチェン・クーゲル所長は、赤ん坊を含む多くの遺体には首がなかったと語った。遺体の首は切られているのかとの質問に、クーゲルは「イエス」と答えた。さらに、死者が生前に首を切られたのか、死後に首を切られたのか、あるいは「ナイフで切り落とされたのか、RPGで吹き飛ばされたのか」を判断するのは難しいと付け加えた。
12月4日、『ハアレツ』紙は、「イスラエルの捜索救助グループや軍将校、さらにはサラ・ネタニヤフ夫人によって、確証のない話が流布された」と報じた。『ハアレツ』紙のジャーナリスト、ニル・ハッソンとライザ・ロゾフスキーは、「斬首された赤ん坊」と 「吊るされた赤ん坊」に関するニュースの時系列に関連づけ、「この主張は嘘だ」と結論づけた。また『ハアレツ』紙は、「IDFの主張を疑うことなく受け入れてしまったのは間違いだった」という超正統派が運営するサイト『キカル・ハシャバット』のジャーナリスト、イシャイ・コーエンの言葉を引用した。文中で「なぜ軍の将校がそんな恐ろしい話を捏造したのか」と『キカル・ハシャバット』は尋ね、コーエンは「私は間違っていた」と話している。『ハアレツ』紙はまた、予備役将校からの証言もあると報じた。さらに、「イスラエル国家保険研究所、キブツの長、警察などの情報筋によると、10月7日にベエリで父親と一緒に殺された赤ん坊が1人いた」と報じた。アルジャジーラは、乳幼児が斬首され、集団で殺されたという主張は虚偽であると報じた。

### 人間の盾としての人質の利用
10月7日の攻撃の際、ヒューマン・ライツ・ウォッチは、パレスチナ武装勢力がイスラエル市民を人間の盾として使った2つの事例を報告した。ベエリでは、戦闘員が民間人を家に監禁し、イスラエル軍が攻撃したら殺すと脅したという。イスラエル軍が発砲すると、武装勢力と人質が死亡した。ナハル・オズでは、戦闘員がトメル・アラバ・エリアズ（17歳）を利用して民家間を移動し、攻撃を阻止していたとされている。尚、トメルは後に遺体で発見された。「人質拘束計画（イスラエル当局が入手したイッズッディーン・アル＝カッサーム旅団の計画文書）」には、人質を人間の盾として使うことを示唆する内容が書かれていたが、ヒューマン・ライツ・ウォッチはその真偽を確認できなかった。

## イスラエルの報復
パレスチナ武装勢力とガザ市民による境界線突破・イスラエル国土への侵入の後 、イスラエル軍が部隊を派遣して報復に転じるまで数時間を要した。イスラエル国防軍を支援するために派遣された最初の軍用ヘリコプターは、イスラエル北部から発進し、戦闘開始から1時間後にガザに到着した。イスラエルは当初、どの前哨基地や自治体が占領されているのかを判断できなかったほか、パレスチナ武装勢力と現場の兵士や民間人を区別することができなかった。
イスラエルによるガザ地区への爆撃は午前9時45分に始まり、午前10時にはイスラエルが報復攻撃を行ったことを発表した。イスラエル国防軍は、ガザ国境から80キロメートル以内の地域に非常事態を宣言した。IDFはさらに鉄の剣作戦（ヘブライ語: מבצע חרבות ברזל）と題しガザ地区内での軍事作戦を開始した。
テレビ放送でネタニヤフは言った： 「我々は戦争状態にある」。また、「" この戦争に加わるという過ちを犯す ”ことを他国から阻止するために、IDFは国境警備を強化する」とも述べた。その後の演説では、「ガザを無人島にする」と脅し、「今すぐ立ち去れ」と住民に迫った。首相官邸の声明によると、イスラエル国家安全保障内閣は、「ハマースとイスラーム聖戦の軍事的・政府的能力の破壊」を実現するための一連の行動をとることを決議した。ガザの電力の最大80％を供給しているイスラエル電力公社は、同地域への電力供給を停止した。

### フレンドリーファイアとハンニバル指令の使用
2023年12月のYネットの記事によると、10月7日の攻撃では、「膨大かつ複雑」な数の味方の誤射事件も発生したという。2024年1月、イスラエルの『イェディオト・アハロノト』紙の調査によると、イスラエル国防軍はハンニバル指令を実際に適用しており、ハマスの武装勢力がガザに戻ろうとするいかなる試みも、たとえ人質が一緒にいたとしても「いかなる犠牲を払っても」阻止するよう、すべての戦闘部隊に命じていたと結論づけた。この指令は、まず午前7時18分、エレズ検問所で、駐留する兵士が捕虜になるのを防ぐために発令された。午前10時32分には、ガザ方面に迫撃砲を撃ち込むよう、ガザ国境付近のすべての大隊に命令が出された。『ハアレツ』紙が入手した文書と兵士の証言によれば、午前11時22分にガザ支部に 「一台の車両もガザに戻らせないように」という命令が出された後、ハンニバル指令の使用が「広範に」行われた。午後2時、国境付近は激しい無差別的な砲撃戦の中であった。その最中、すべての部隊には、国境付近の集落を離れたり、ガザ地区に向かって人を追いかけたりしないよう指示された。午後6時40分、軍はベエリとクファルアザから間もない国境地帯に砲撃を開始した。指令の結果、味方の銃撃によって何人の人質が殺されたかは不明である。『イェディオト・アハロノト』紙によると、ガザに通じる道路で約70台の焼けた車両がヘリコプターや戦車に攻撃され、少なくともいくつかの事例では乗員全員が死亡したという。
ヘリコプターの乗組員は当初、破竹の勢いで攻撃を行い、4時間で約300の標的を攻撃したとのことである。その後、乗組員は攻撃スピードを落とし、標的を慎重に選ぶようになった。『ハアレツ』紙のジャーナリスト、ジョシュ・ブレイナーによると、ある警察職員の調査によると、ハマース戦闘員に発砲していたIDFのヘリコプターの銃弾が、レイム音楽祭で「どうやら何人かの音楽祭参加者にも命中した」ことがわかったという。イスラエル警察は『ハアレツ』紙の報道を否定している。攻撃の後、イスラエルは「ハマースによって殺害された人々の命や尊厳を守るために、攻撃現場にあった数百台の焼けた車を埋めた」と発表した。その後の調査で、パレスチナ武装勢力は、イスラエル空軍にイスラエル人だと思わせるために、「逃げないように」と指示されていたことが判明した。このごまかしはしばらくの間は功を奏したが、空軍は誤認に気づき始め、指令を無視し始めた。午前9時ごろには、混乱と混迷の中で、事前の許可なしに銃撃を行ったヘリコプターもあった。
国連の調査委が2024年6月に発表した報告書によると、イスラエル治安部隊は10月7日、いくつかの事例でハンニバル指令を使用していた。ある事例では、IDFの戦車の乗組員が、誘拐されたイスラエル兵を乗せたと思われる武装勢力の車両を銃撃した際に、ハンニバル指令を適用したことが確認された。報告書はまた、2つの事例でイスラエル軍が「ハンニバル指令を適用した可能性が高い」とし、その結果、最大14人のイスラエル民間人が殺害されたとしている。
2024年7月に発表された『ハアレツ』紙の調査結果では、IDFがハンニバル指令の使用を命じたことを明らかにし、こう付け加えた：『ハアレツ』は、これらの指令の使用によって、どれだけの市民や兵士が被弾したのか、あるいは死亡したのかわからないが、累積データは、誘拐された人々の多くが、たとえ標的でなかったとしても、イスラエルの銃撃にさらされ、危険にさらされていたことを示している。午前7時18分、IDFの連絡事務所にほど近いエレズ検問所で何者かが誘拐されたとの通報が観測所から入った。ガザ支部司令部から「エレズでハンニバル指令を」、「Zikを派遣せよ」との命令が下った。Zikとは無人攻撃機のことで、この命令の意味は明らかだと『ハアレツ』紙は報じている。
ハアレツ紙はさらに、午後6時40分にIDFの情報部が、「兵士がベエリ、クファルアザ、キスフィム付近から組織的にガザへ戻ろうとしている」ことを認識していたを報じた。これを受けて、IDFはこれらのキブツに非常に近い国境フェンス付近に砲撃を行い、その後すぐにエレズ検問所にも砲撃を行った。IDFは、これらの爆撃で民間人が負傷したことはないとしている。『ハアレツ』紙は、ベエリにあるペシ・コーエンの家で、民間人が攻撃された事件も報じている（IDFが攻撃したとき、このペシ・コーエンの家には14人の人質がおり、うち13人が死亡した）。
IDF南部軍司令部のある情報筋は『ハアレツ』紙に語った： 誘拐された市民や兵士を乗せた車両が攻撃されたという事例はなかったが、車両にそのような人物が乗っているかどうかはわからない。明確な指示があったとは言えないが、「どんな車両もガザに帰すな」という意味を誰もが知っていた。同じ情報筋によれば、午後2時、「国境フェンス周辺をキルゾーンとし、西側に向かって閉鎖する」という新たな指示が出されていたという。
オーストラリアのABCニュースの2024年9月の報道では、ハンニバル指令の使用が取り上げられている。ABCニュースは記事内で、元イスラエル将校のノフ・エレズ空軍大佐の言葉を引用している：これにおいては大量のハンニバル指令が用いられた。フェンスには何トンもの開口部があり、あらゆる種類の車両に何千人もの人々が乗っていて、その中には人質を乗せた車両もあれば、乗せていない車両もあった。記事はまた、また、戦車の指揮官たちが指令をどう解釈したかや、イスラエル人を乗せた可能性のあるガザに戻る車両に発砲したことなども記述している。「私の直感では、彼ら（別の戦車の兵士）が（攻撃した車に）乗っている可能性があると思った」と、バー・ゾンシェイン大尉はイスラエルのチャンネル13に語った。その後、ゾンシェイン大尉は記者にこう尋ねられた：その行動で彼らを殺すことになるかもしれないのですよ？彼らはあなた方の兵士です。

## 反応

### 大量虐殺の疑惑
国際法学・ジェノサイド研究の専門家たち数名によれば、ハマースの攻撃はジェノサイドに相当するとのことである。国際法学・ジェノサイド研究の専門家は、この攻撃は国際法の重大な違反であると非難しており、ハマースがイスラエルの国家集団を破壊する意図を持ってこれらの行動を実行したと主張している。一部の論者は、設立時のハマース憲章がイスラエル破壊を提唱し、反ユダヤ主義的な表現を含み、ある研究者によればユダヤ人虐殺の呼びかけを暗示していると指摘する。このため、10月7日の攻撃はこの目的を実現するための行動だったという指摘もある。

### パレスチナ側の反応

#### ハマース
ハーリド・マシャアルは、ハマースの攻撃を称賛し、イスラエルの占領に対する正当な抵抗と呼んだ。マシャアルは、「我々は10月7日の作戦の結果をよく知っている」と述べ、解放のためにはパレスチナ人の命が犠牲にならなければならないと強調した。
ハマースの幹部であるハリル・アル＝ハイヤは、「全体の方程式（状況や問題の構造やバランスを指すの比喩）を変えるために必要であり、単なる衝突にとどまらない」と述べた。また、「私たちはパレスチナ問題を再び議題にすることに成功した。今やこの地域で誰もが平穏を経験していない」とも述べた。
ハマースのメディア担当であるタヘル・エル＝ヌヌは、「イスラエルとの戦争状態がすべての国境で永続的なものとなり、アラブ世界がハマースを支援することを願っている」と述べた。
ハマスの高官であるガジ・ハマドはインタビューで次のように述べた：私たちはイスラエルに教訓を教えなければならない。攻撃は何度でも繰り返し行うつもりだ。アルアクサの洪水作戦はただの最初の一回に過ぎず、第二、第三、第四度目の攻撃もあるだろう。なぜなら私たちには戦う決意があるからだ。ハマドはハマースが「代償を払う覚悟がある」と強調し、最終的にはイスラエルの排除を呼びかけた。「私たちはその国（イスラエル）を排除しなければならない。なぜならそれはアラブおよびイスラム諸国にとって安全保障、軍事、政治の大惨事を引き起こしているからだ」と述べた。一連の発言は、10月7日にハマドがBBCのインタビューで、ハマースによるイスラエルでの民間人殺害について質問され、突然退席した出来事の後に出たものである。
ハマースは攻撃による子供の殺害を否定している。ハマース側の公式発表では、「一部の西側メディアは、パレスチナ人とその抵抗に対する虚偽と中傷に満ちたシオニストの物語を流している。最新のものでは、子供を殺し、斬首し、民間人を標的にしたというものだ。」としている。市民260人が殺害されたレイム音楽祭虐殺事件について質問されたハマース幹部ムーサ・アブマルズークは、「偶然である」とし、「戦闘員たちは兵士たちが休んでいると思ったのかもしれない」と答えた。
2024年1月、ハマースが「我々の物語」と題する報告書を発表し、「いくつかの欠点」は認めたものの、意図的に民間人を標的にしたことは否定し続け、死者についてはイスラエルを非難し、攻撃を「パレスチナ人たちに対するイスラエルの陰謀すべてに立ち向かうための必要な措置であり、正当な対応である」と正当化した。

#### パレスチナ自治政府
ハマースの攻撃前夜、ラマッラーでの緊急会議でパレスチナ自治政府のマフムード・アッバース大統領は、パレスチナ人は入植者と占領軍のテロから自らを守る権利があると述べた。パレスチナ政府機関WAFAによると、アッバースは、イスラエルの侵略下にあるガザのパレスチナ人の苦しみを軽減するため、政府や関係当局に利用可能なすべての資源を直ちに送るよう命じた。10月16日、アッバースは「ハマースの行動はパレスチナ人の代表としての行動ではない」と宣言した。
10月30日、パレスチナのキリスト教関係者ハナン・アシュラウィは、今回の攻撃はIDFに対する抵抗行為だと述べた。
2024年3月、パレスチナ自治政府を支配するファタハは、「10月7日の攻撃を容認した」ことによって「イスラエルによるガザ占領の復活を招いた」とハマースを非難する内容の声明を発表した。ファタハの声明は、アッバース首相がムハンマド・シュタイエの後継としてムハンマド・ムスタファを新首相に任命したことに対するハマースとその同盟国の批判を受けてのものだった。
2024年5月16日、マフムード・アッバースは、10月7日のハマースの一方的な軍事行動が、イスラエルにガザ地区での攻撃を正当化する理由を与えたと述べた。また、民間人に危害を加えることへの反対を強調した。これに対し、ハマース側はこの発言に遺憾の意を表明し、攻撃はパレスチナの大義を高め、戦略的利益をもたらしたと主張した。

#### パレスチナの世論
2023年11月、10月7日の攻撃を受けてイスラエルがガザでとった行動の結果、ガザ地区とヨルダン川西岸地区内のパレスチナ人の間でハマースの人気が著しく高まった。
2023年11月14日に、ラマッラーに拠点を置く調査・コンサルティング・開発を専門とする企業であるアラブ世界調査開発機構（AWRAD）が実施した調査によると、パレスチナ人は攻撃に対して圧倒的な支持を示した。調査結果では、「ヨルダン川西岸地区に住むパレスチナ人の圧倒的大多数が、攻撃を支持またはやや支持すると答えた（83.1%）」と示されている。
ガザでは、パレスチナ人からの支持はそれほど高くなく、攻撃を「非常に」または「ある程度」支持したのは63.6％に過ぎなかった。14.4％が「どちらともいえない」、20.9％が「ある程度反対」と答えた。
ガザ地区とヨルダン川西岸地区内に住むパレスチナ人のうち、「ハマースがイスラエル攻撃中に戦争犯罪を犯したと思う」と答えた人はわずか10％にすぎず、パレスチナ人の大多数は「イスラエル領内でのハマースの残虐行為を映したビデオを見たことがない」と答えた。
しかし、2024年までに攻撃への支持は大幅に低下した。パレスチナ政策調査研究センター（PSR）が9月に発表した世論調査によると、ガザ地区内では57％が「攻撃開始の決定は間違っていた」と答え、39％が「正しかった」と答えた。一方でヨルダン川西岸地区では、支持率の低下にもかかわらず、ほとんどの人が「攻撃は正しい決定だ」と答えた。

### イスラエル側の反応

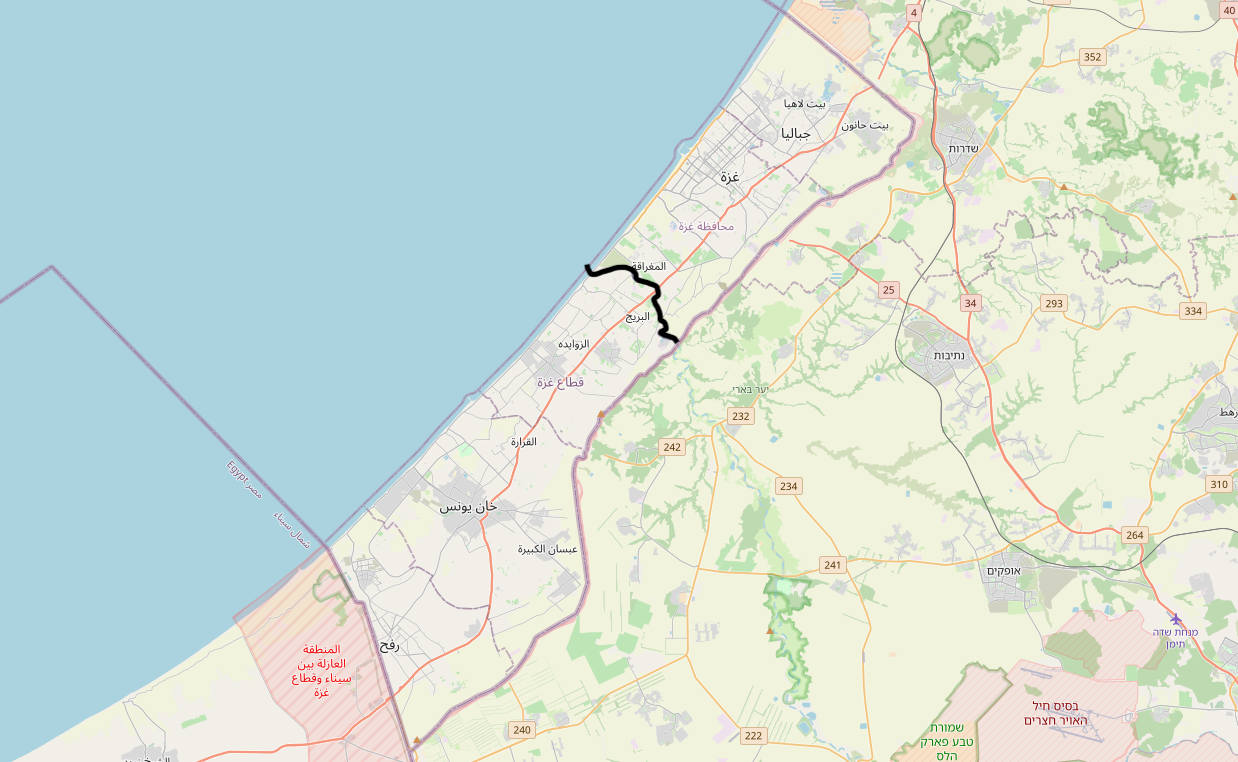
黒い線は、ガザ地区北部の避難のためにIDFが策定した境界線

イスラエル政府は、ハマースが攻撃を開始したことについて「重大な誤りを犯した」と述べ、「イスラエルは勝利する」と誓った。IDFは「臨戦態勢」を宣言し、ガザだけでなくヨルダン川西岸地区やレバノン、シリアとの国境沿いにも予備役を配備すると付け加えた。ガザ近郊の住民は屋内にとどまるよう求められたが、イスラエル南部と中部の一般市民は「避難先付近にとどまる」ように求められた。ガザ周辺の道路はイスラエル国防軍によって閉鎖された。テルアビブの通りも封鎖された。
この攻撃の後、イスラエルは潜在的な紛争に対する準備態勢の強化を宣言した。イスラエル国防軍は「臨戦態勢」を宣言し、ネタニヤフ首相は治安当局の緊急会議を招集した。イスラエル警察のコビ・シャブタイ長官は、「ガザ地区からの大規模な攻撃」を受け、「戦争状態」となっていると発表した。また、シャブタイはイスラエル南部全域を「民間人の移動」に対してのみではあるが閉鎖し、ヤマム対テロ部隊をこの地域に配備すると発表した。IDFの報道官であるダニエル・ハガリ少将は、既存の31個大隊に加え、4個師団がこの地域に配備されたと述べた。
イスラエルのイツハク・ヘルツォグ大統領は、イスラエルは「非常に困難な瞬間」に直面していると述べ、攻撃を受けているイスラエル国防軍、その他の治安部隊、救助隊、住民に力と励ましを与えた。
ベン・グリオン空港とラモン空港は営業を継続したが、複数の航空会社がイスラエル発着の便をキャンセルした。イスラエル鉄道は国内の一部で運行を停止し、一部の路線を臨時のバス路線に切り替え、クルーズ船はアシュドッドとハイファの港を旅程から外した。

#### パレスチナ武装勢力の拘束と尋問
攻撃後、600人以上のパレスチナ武装勢力戦闘員がイスラエルで拘束された。イスラエルは、「戦闘員に対する尋問によって、武装勢力の戦略、イデオロギー、作戦方法に関する重要な洞察が明らかになり、軍事的対応や紛争に関する世界的な理解を形成する上で重要な役割を果たした」と主張している。イスラエルの狙いは、自国の筋書きをより確かなものにし、ハマースの筋書きに対抗することだった。
しかし、イスラエルがパレスチナ人に自白を強要したかどうかについては、多くの情報筋が疑問を呈している。映像に映っている戦闘員の何人かは血まみれで、痛みにうずくまっているように見える。11月14日、AP通信は、イスラエルが公開した映像には、拘束されている戦闘員が「明らかに強要されて」話していることが示されていると分析した。10月7日以降に釈放されたパレスチナ人は、イスラエル当局から自白を強要されたり、ひどく殴られたり、時には顔に銃を向けられた状態で自白を求められたと暴露している。国連や、ベツェレムなどの人権団体やメディアによる報告書では、パレスチナ・イスラエル戦争中にイスラエルが組織的に拷問を行ったことが報告されている。その中には、拘束されたパレスチナの男性・女性・子どもに対するレイプ・輪姦・性的拷問・身体切除などが含まれ、尋問の際にもイスラエルの看守によって拷問が行われた。
ヒューマン・ライツ・ウォッチとアムネスティ・インターナショナルは、イスラエル軍が公開したテープに録音された自白とされる証言は、拷問によって引き出された可能性が高く、国際法と基本的人権に違反しており、信用できる証拠として認められないと考えるべきだと述べた。また、イスラエル政府に対し、このような録音された「自白」の公表を中止するよう求めた。人権のための医師団・イスラエルもまた、「拷問を含む取り調べが行われたことを強く懸念する」として、テープに録音された自白などについて非難した。

#### アラブ系イスラエル人

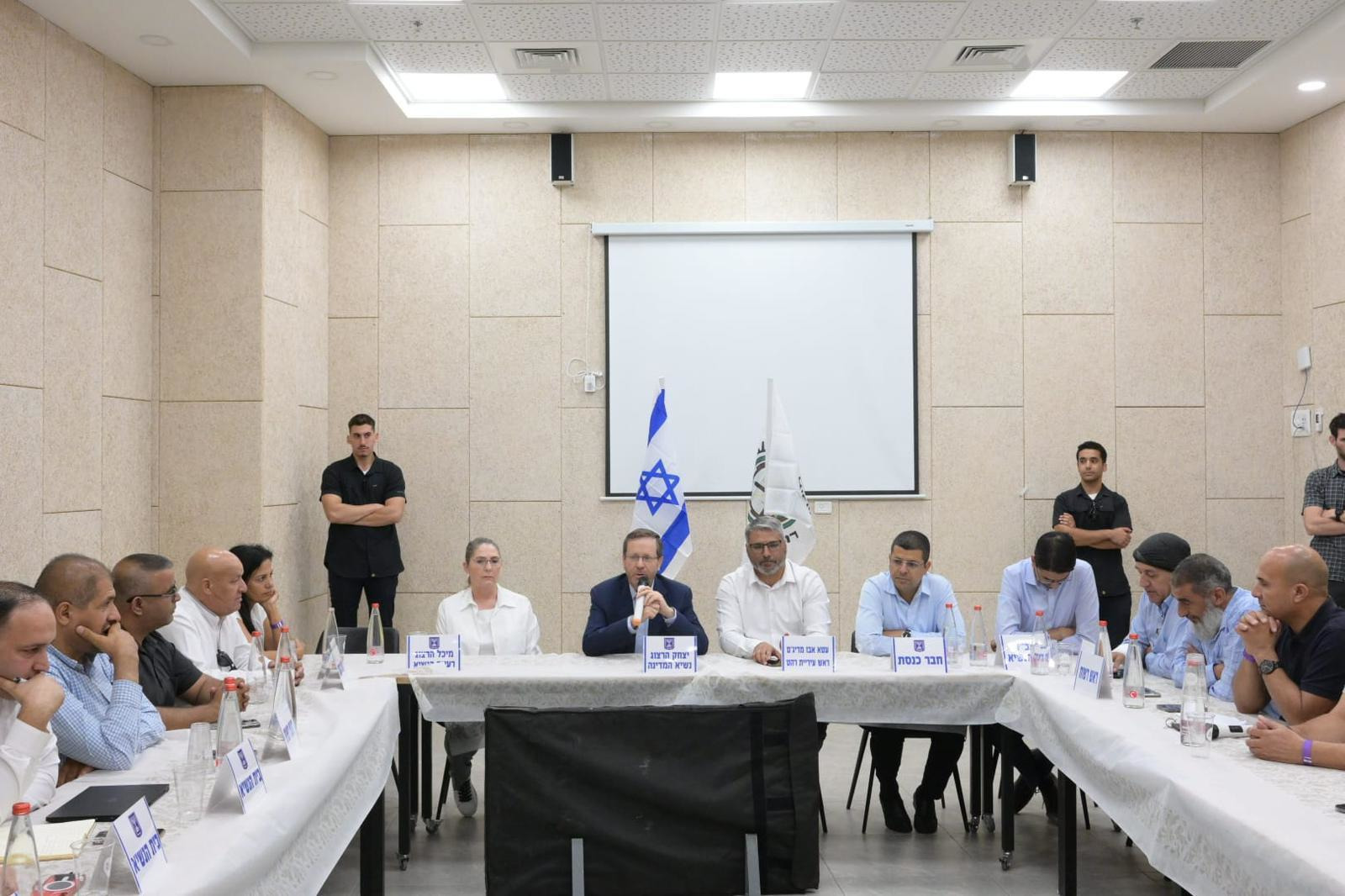
イスラエルのイツハク・ヘルツォグ大統領とベドウィン共同体の首長および誘拐・殺害されたベドウィンの家族と面会（2023年10月26日、ラハトにて）

統一アラブリストのマンスール・アッバス党首やアラブ系のクネセト議員アイマン・オデを含むアラブ系イスラエル人の政治家たちは、ハマース主導のイスラエル攻撃を非難した。イスラエルのアミハイ・チクリ社会平等大臣は、「アラブ系住民は多くの連帯感と責任感を示しており、特にネゲヴのベドウィン住民にはそれが当てはまる」と述べた。

### 国際的な反応

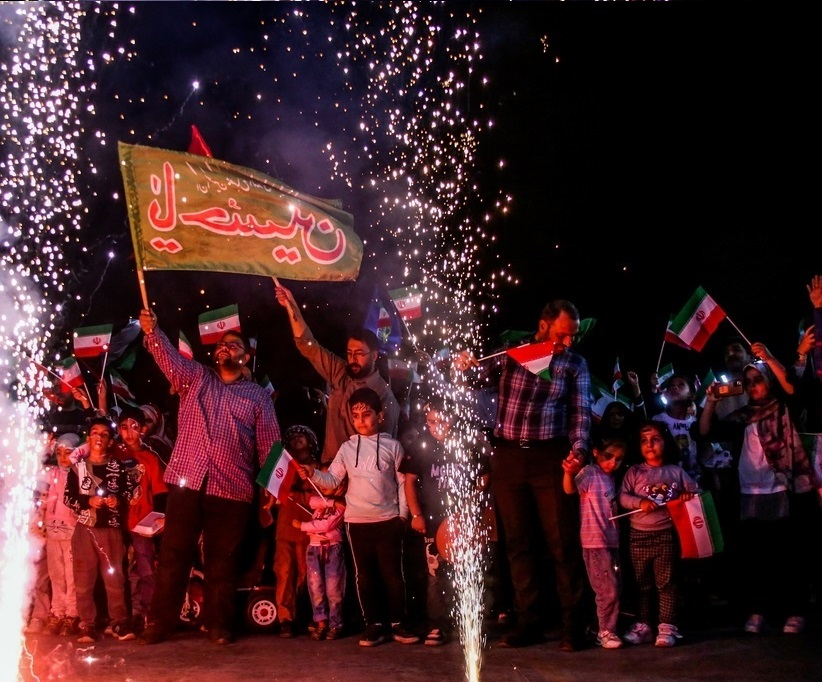
イランで行われた祝賀行事（2023年10月7日）

アメリカ、イギリス、フランス、イタリア、ドイツの共同声明を含め、少なくとも44カ国がハマースの行為をテロ行為として明確に非難した。これに対し、カタール、サウジアラビア、クウェート、シリア、イラン、イラクなどのアラブ諸国・イスラム諸国は、イスラエルのパレスチナ人占領政策を非難した。UAE、バーレーン、中国は当初の声明を撤回し、イスラエルの民間人の殺害と拉致を明確に非難した。ワシントン近東政策研究所が2023年11月14日から12月6日にかけて実施した世論調査によると、サウジアラビア人の95％が、ハマースがイスラエルへの攻撃で民間人を殺害したとは考えていなかった。
680人以上の法的専門家と128人の人権専門家が、ハマースによって誘拐されたすべての人質の即時解放を求める声明に署名した。また、この声明では、「女性や少女、子供、幼児に対する残虐で非人道的な拘束、暴力、拷問、その他の残酷で非人道的または屈辱的な扱い」を終わらせることを訴えている。声明によると、「誘拐された人質は国際法において強制失踪の被害者と定義されており、これらの行為は国際人権法および人道法の明白な違反であり、戦争犯罪および人道に対する犯罪にあたる」としている。
国連、特に女子差別撤廃委員会（CEDAW）は、ハマースの女性に対する行動を非難せず、イスラエルの女性や少女に対する性暴力やジェンダーに基づく暴力の報告を不承認としたことで批判にさらされた。
国連機関のひとつであるUNウィメンの職員サラ・ヘンドリックは、「国連内では、これらの調査は人権高等弁務官事務所が主導している。私たちの機関には有罪を判断する法的権限はない」とし、「独立した国際的な調査委員会は、申し立てられたすべての違反行為を調査する権限を持っている」と述べた。アザデ・モアヴェニは、UNウィメンに対する「ダブルスタンダードや非難をしていないことに関する主張」は誤りであると報告した。モアヴェニは「UNウィメンは、イエメン、アフガニスタン、ソマリア、リビア、コロンビア、マリでの紛争関連の性暴力について非難を行っておらず、コンゴ民主共和国（DRC）、中央アフリカ共和国、シリア、イラクでの強姦についての非難は、事件が発生してから数年後に行われた。迅速に対応した場合（それでも数ヶ月後のことに過ぎない）は、国連が現地で調査や虐待の記録を行っていた場所か、国連全体の呼びかけがあった結果である。UNウィメンは特定の団体や加害者を名前で挙げたことは一度もない。自身のプロトコルに従い、UNウィメンは10月7日の事件に対して非常に積極的に反応しており、最初の2ヶ月間に声明、ソーシャルメディア投稿、セッションでの発言を通じて最大8回も表明した」と述べている。モアヴェニはまた、「UNウィメンは、その任務を超えて前例のない方法で名前を挙げることを求められていた」としならがらも、「適切な調査が国連の定められた機関によって行われる前にそのような行動を取った場合、他の女性団体との関係に大きな損害を与えることになっただろう」と指摘している。ある国連の職員は、モアヴェニに同調し、「ハマースを非難するべきという呼びかけは大学の学長たちに仕掛けられた罠と同じだった（ハマースを非難する声明を出せば、その行動が後に問題を引き起こし、さまざまな反発を招く可能性があったという意味）」と語った。
アメリカ合衆国下院は、米国移民法を改正し、ハマースやイスラーム聖戦、その他10月7日の攻撃の実行に関係する人々が米国で移民関連の救済や保護を求めることを禁止する法案を圧倒的多数で可決した。
攻撃の後、ショアー財団は、攻撃を経験した人々の100以上の証言を集め映像にし、「ホロコースト生存者と目撃者の証言」に含まれる1事象として記憶の継承を行っていくと述べた。ショアー財団の創設者であるスティーヴン・スピルバーグは攻撃について、「私が生きている間に、ユダヤ人に対するこのような言いようのない蛮行を目にするとは想像もしていなかった」と述べ、「ショアー財団のプロジェクトは、歴史を継承し、反ユダヤ主義やいかなる種類の憎悪のない世界を目指す努力のために、彼らの物語が記録され、共有されることを保証するものである」と語った。

## 関連文献
- Yaron, Lee. 10/7: 100 Human Stories. St. Martin's Press, New York, 2024. Winner of the Jewish Book Council Everett Family Foundation Award in 2024.[426]
- Yingst, Trey. Black Saturday: An Unfiltered Account of the October 7th Attack on Israel and the War in Gaza. HarperCollins, 2024.